# Villefontaine
Villefontaine (prononcé [vilfɔ̃.tɛn]) est une commune française située dans le département de l'Isère, en région Auvergne-Rhône-Alpes.
Ville-centre d'une unité urbaine, elle fait elle-même partie de l'aire urbaine de Lyon. Seulement 24 km les séparent. Avec 19 018 habitants en 2022, c'est la plus peuplée des communes issues de la ville nouvelle de L'Isle-d'Abeau.
Ses habitants sont les Villards.

## Géographie

### Localisation

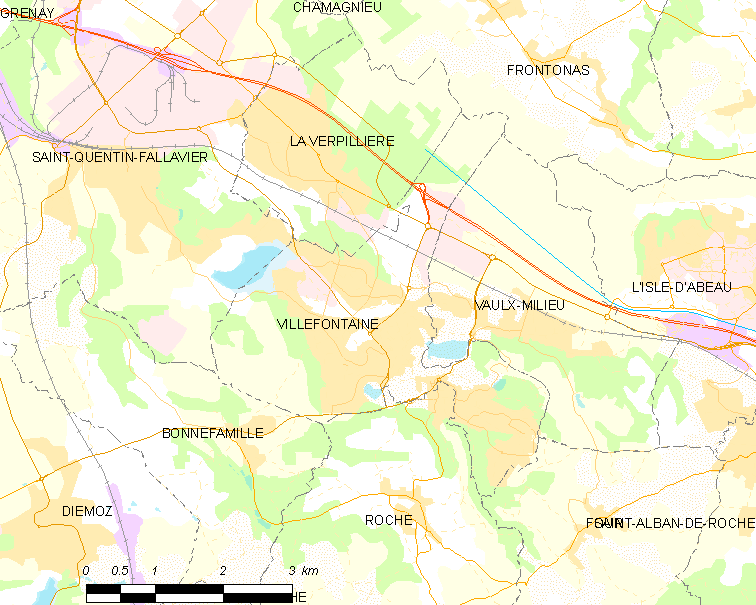
Localisation de Villefontaine.

Située dans le Viennois mais aussi en Bas-Dauphiné, mais également le Nord-Isère au nord des Terres froides, Villefontaine resta jusqu'à la seconde moitié du XXe siècle un modeste village de type rural correspondant à ce qui est encore, en 2017, le quartier du "village".
Le territoire communal, situé également à l'extrémité de la partie orientale de l'agglomération lyonnaise, s'est fortement urbanisé à partir des années 1970, à la suite de la création de la ville nouvelle de L'Isle-d'Abeau.
La mairie de Villefontaine est située à 80 km de Grenoble, préfecture de l'Isère, à 33 km de Lyon, préfecture de la région Auvergne-Rhône-Alpes, à 310 km de Marseille et de la Méditerranée et à 500 km de Paris, capitale de la France[réf. nécessaire].

### Communes limitrophes
| Saint-Quentin-Fallavier | La Verpillière | Frontonas Vaulx-Milieu |
| Saint-Quentin-Fallavier | Villefontaine  | Vaulx-Milieu           |
| Bonnefamille            | Roche          | Four                   |

### Topographie

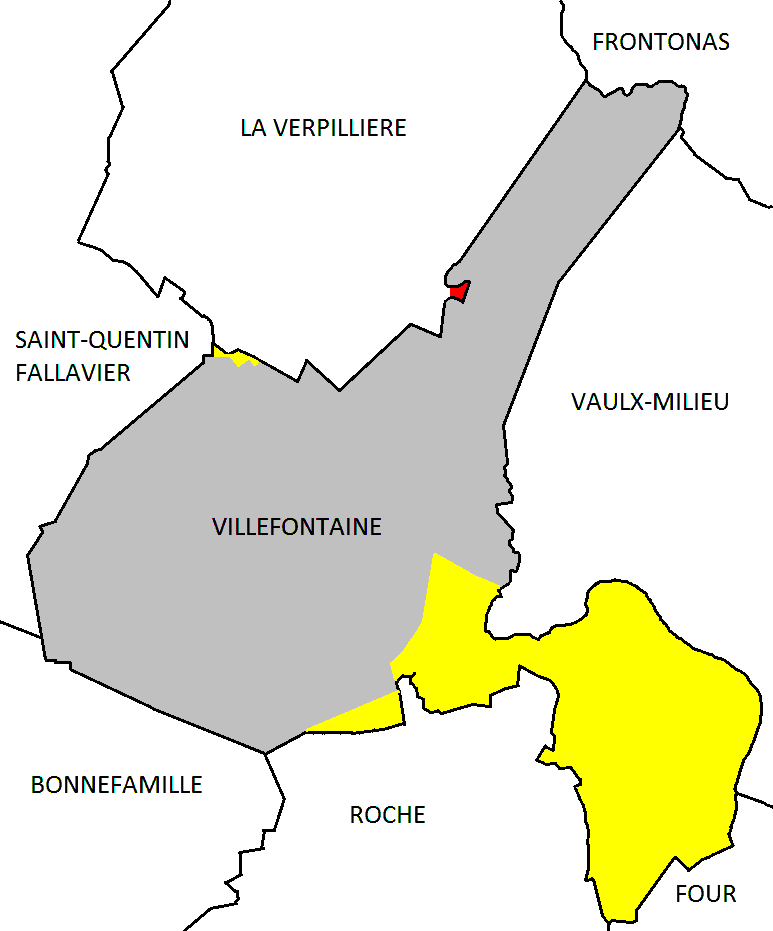
Évolution territoriale de Villefontaine. En rouge, terrain perdu et en jaune terrains gagnés sur les communes voisines.

Les limites communales ont été modifiées à 3 reprises en 1982 et 1983. En 1982, la commune de Roche ayant décidé de quitter la Ville Nouvelle, une partie nord (195 ha) de son territoire est abandonnée au profit de Villefontaine, à proximité du hameau de Saint-Bonnet-de-Roche et du château de Vaugelas. Ces terrains constituent aujourd'hui les quartiers de Vaugelas et une partie de Saint-Bonnet (centre-ville). Début 1983, 4 000 m2 à proximité de l'étang d'Écorchebœuf sont échangés avec la commune de la Verpillière contre 15 000 m2 qui créeront le quartier des Armières. La plus importante modification a lieu fin 1983, avec la cession d'une portion nord-est de la ville de Roche, qui constituera les quartiers des Fougères et Quincias.

### Géologie et relief
Villefontaine est située sur deux territoires naturels: la plaine de la Bourbre, ou plaine de Lyon au nord et à l'est et les collines du Bas-Dauphiné au sud et à l'ouest. La plaine offre un paysage relativement plat avec une altitude minimale de 200 m environ. Le point culminant de Villefontaine est la colline de Chavand (340 m).
La géologie de la plaine de la Bourbre se caractérise par la superposition de différentes couches:
|                  | Type de terrains             |
| ---------------- | ---------------------------- |
| 0 m à 0,2 m      | Terre végétale               |
| 0,2 m à 1,2 m    | Argile limoneuse et graviers |
| 1,2 m à 5,5 m    | Graviers et sable            |
| 5,5 m à 13,8 m   | Graviers, blocs et argile    |
| 13,8 m à 25,00 m | Sable et graviers            |

### Climat
Pour des articles plus généraux, voir Climat d'Auvergne-Rhône-Alpes et Climat de l'Isère.
En 2010, le climat de la commune est de type climat océanique altéré, selon une étude du Centre national de la recherche scientifique s'appuyant sur une série de données couvrant la période 1971-2000. En 2020, Météo-France publie une typologie des climats de la France métropolitaine dans laquelle la commune est exposée à un climat de montagne ou de marges de montagne et est dans la région climatique Moyenne vallée du Rhône, caractérisée par un bon ensoleillement en été (fraction d’insolation > 60 %), une forte amplitude thermique annuelle (4 à 20 °C), un air sec en toutes saisons, orageux en été, des vents forts (mistral), une pluviométrie élevée en automne (250 à 300 mm).
Pour la période 1971-2000, la température annuelle moyenne est de 11,7 °C, avec une amplitude thermique annuelle de 18,1 °C. Le cumul annuel moyen de précipitations est de 964 mm, avec 9,4 jours de précipitations en janvier et 6,5 jours en juillet. Pour la période 1991-2020, la température moyenne annuelle observée sur la station météorologique de Météo-France la plus proche, « Bourgoin », sur la commune de Bourgoin-Jallieu à 10 km à vol d'oiseau, est de 12,4 °C et le cumul annuel moyen de précipitations est de 844,0 mm,. Pour l'avenir, les paramètres climatiques de la commune estimés pour 2050 selon différents scénarios d'émission de gaz à effet de serre sont consultables sur un site dédié publié par Météo-France en novembre 2022.

### Hydrographie

#### Les étangs

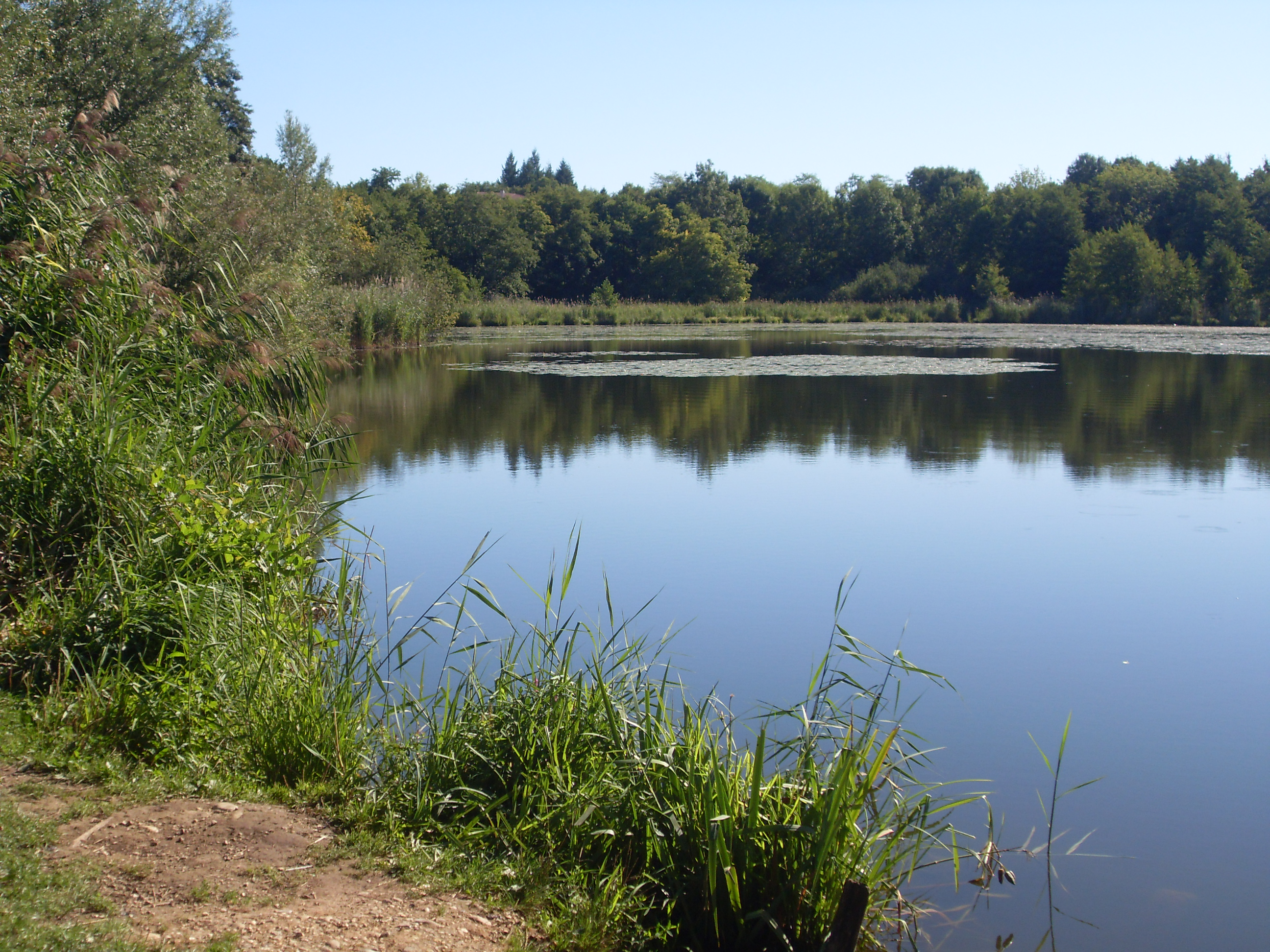
L'étang Neuf des Fougères.

Sur le territoire communal se situent l'étang de Saint-Bonnet (réserve naturelle régionale, qui s'étend aussi sur la commune de Vaulx-Milieu), l'étang de Vaugelas et l'étang Neuf. Villefontaine est limitrophe de l'étang de Fallavier au nord-ouest.

#### Les canaux d'assèchement
La commune était une zone humide et marécageuse qui a été drainée. Pour ce faire, des canaux d'assèchement ont été aménagés. Les canaux de la Bourbre et du Catelan remplissent cette fonction et coulent au nord-est de la commune, le long de la voie autoroutière.

#### Les autres cours d'eau

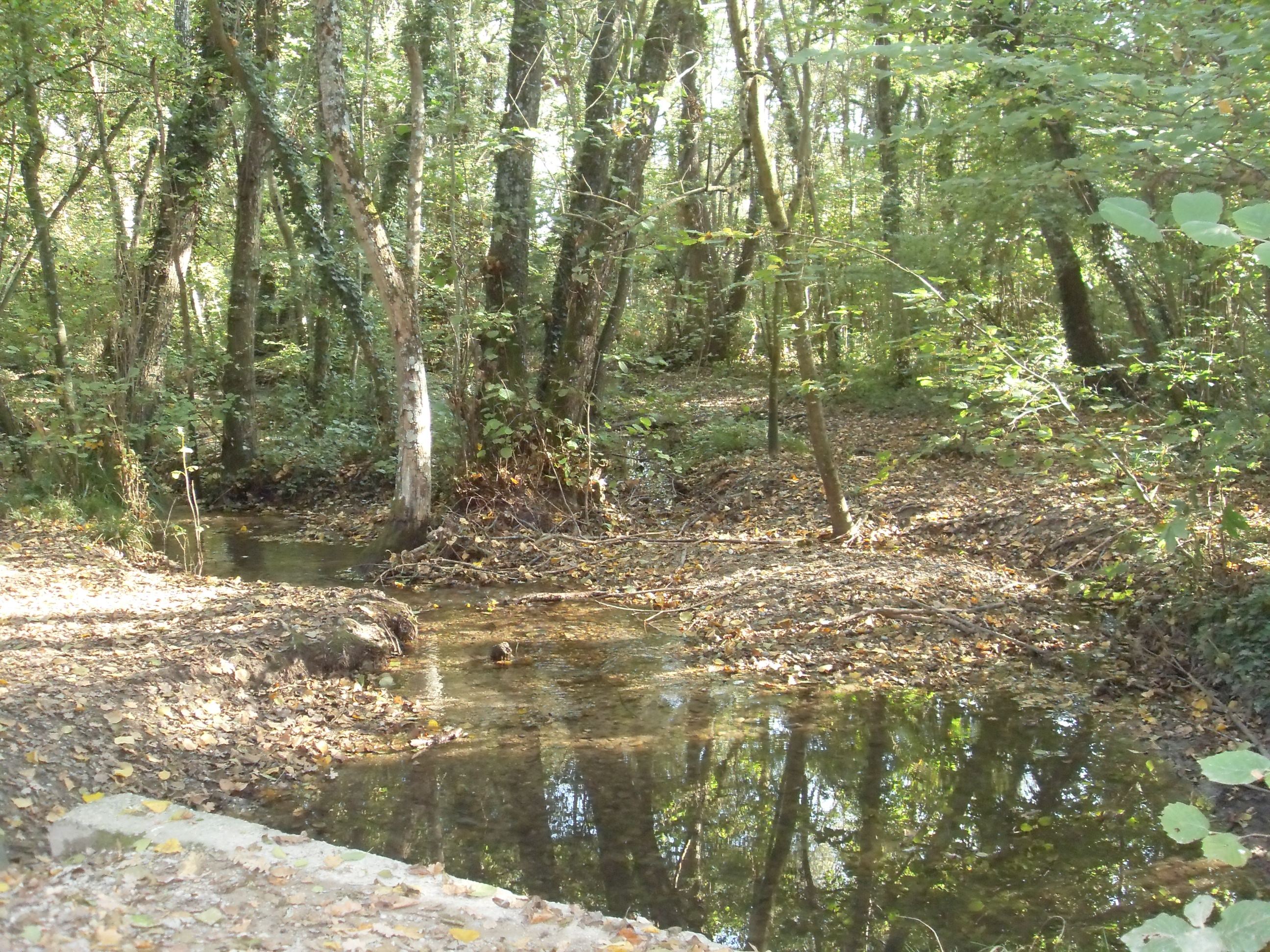
Le ruisseau de Turitin.

Villefontaine est également traversée par les ruisseaux de Turitin, de l'Aillat et de la Palud.

### Risques naturels
La commune est située en zone de sismicité modérée,, soit de niveau 3 sur une échelle de 1 à 5, alors que le risque sismique en Isère varie, selon la localité, de 3 (modéré) à 4 (moyen).
Villefontaine ne fait pas l'objet d'un programme de prévention du risque d'inondation, mais elle est recensée dans un atlas des zones inondables depuis octobre 1994, de par la présence de la Bourbre.
La commune de Villefontaine n'est pas exposée au risque de mouvements de terrain.

### Voies de communication et transports

#### Les voies routières

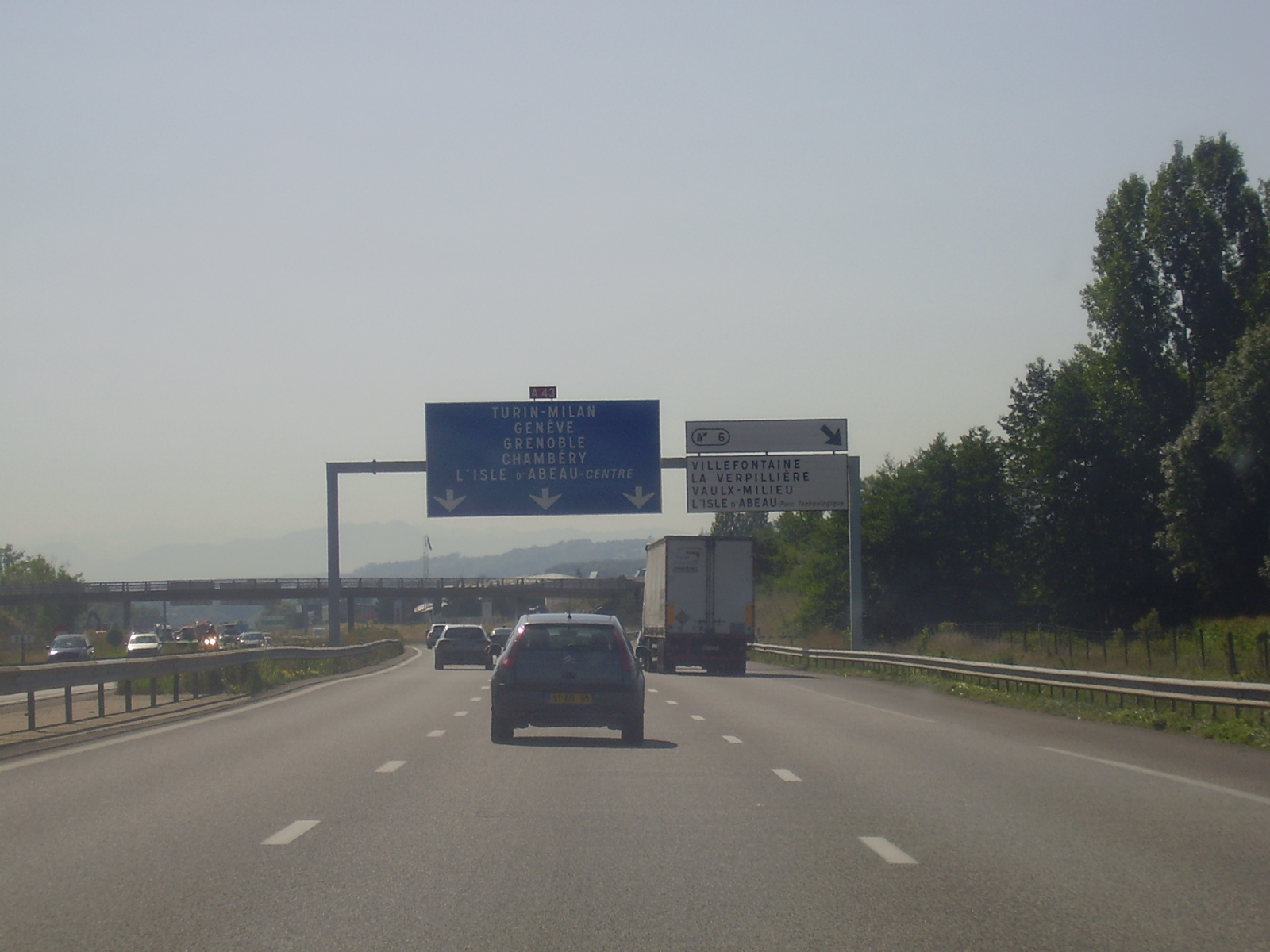
Sortie No 6 de l'autoroute A43, en direction de Chambéry.

Le territoire est desservi par plusieurs voies routières : une autoroute, des routes départementales et des routes communales non numérotées.
- L'autoroute A43-E 70 : Mise en service entre 1972 et 2001, l'A43 est gérée par l'AREA. Cette autoroute à péage relie directement la commune avec les agglomérations de Lyon, Grenoble et Chambéry ainsi qu'avec l'aéroport de Lyon-Saint-Exupéry. La commune est desservie par la sortie : 6 Villefontaine, La Verpillière, Vaulx-Milieu, L'Isle-d'Abeau-Parc Technologique
- La RD1006 : L'ancienne « RN 6 », qui traverse le territoire communal dans sa partie nord était, jusqu'en 2006, une des plus grandes routes nationales françaises, elle a été déclassée en voie départementale sous l'appellation « RD1006 » de la limite avec le département du Rhône et de l'Isère jusqu'à la frontière italienne.
- La RD313 : Elle traverse Villefontaine dans le sens S↔NO, de la limite avec Roche (RD36) jusqu'à Saint-Quentin-Fallavier (RD311).
- La RD36 : Reliant Saint-Symphorien-d'Ozon à Bourgoin-Jallieu via Villefontaine[16], elle passe au sud de la commune et sert de frontière avec Roche. Légèrement déviée dans les années 1960, elle traversait le domaine de Vaugelas (ville de Roche). Cette route est le seul accès carrossable depuis Villefontaine pour rejoindre les quartiers excentrés des Fougères et Quincias.
- La RD126 : Elle nait Place du 11 novembre 1918 dans le quartier du Village et rejoint Massonas (RD18).
- La RD318 : Elle pour origine le rond-point de Gremda en centre-ville (RD313) et relie le rond-point de l'autoroute au niveau de la RD1006.

Villefontaine dispose d'un important réseau de routes à caractère communale, ainsi que 50 km de pistes cyclables. Au sud-est, le quartier de Quincias (Fougères) est relié à Four par l'ancienne voie gallo-romaine.
| 223 odonymes recensés à Villefontaine au 15 octobre 2017 | 223 odonymes recensés à Villefontaine au 15 octobre 2017 | 223 odonymes recensés à Villefontaine au 15 octobre 2017 | 223 odonymes recensés à Villefontaine au 15 octobre 2017 | 223 odonymes recensés à Villefontaine au 15 octobre 2017 | 223 odonymes recensés à Villefontaine au 15 octobre 2017 | 223 odonymes recensés à Villefontaine au 15 octobre 2017 | 223 odonymes recensés à Villefontaine au 15 octobre 2017 | 223 odonymes recensés à Villefontaine au 15 octobre 2017 | 223 odonymes recensés à Villefontaine au 15 octobre 2017 | 223 odonymes recensés à Villefontaine au 15 octobre 2017 | 223 odonymes recensés à Villefontaine au 15 octobre 2017 | 223 odonymes recensés à Villefontaine au 15 octobre 2017 | 223 odonymes recensés à Villefontaine au 15 octobre 2017 | 223 odonymes recensés à Villefontaine au 15 octobre 2017 | 223 odonymes recensés à Villefontaine au 15 octobre 2017 |
| Allée                                                    | Avenue                                                   | Bld                                                      | Chaussée                                                 | Chemin                                                   | Clos                                                     | Impasse                                                  | Montée                                                   | Passage                                                  | Place                                                    | Rue                                                      | Square                                                   | Traverse                                                 | Autres                                                   | Total                                                    |                                                          |
| -------------------------------------------------------- | -------------------------------------------------------- | -------------------------------------------------------- | -------------------------------------------------------- | -------------------------------------------------------- | -------------------------------------------------------- | -------------------------------------------------------- | -------------------------------------------------------- | -------------------------------------------------------- | -------------------------------------------------------- | -------------------------------------------------------- | -------------------------------------------------------- | -------------------------------------------------------- | -------------------------------------------------------- | -------------------------------------------------------- | -------------------------------------------------------- |
| 62                                                       | 14                                                       | 1                                                        | 10                                                       | 4                                                        | 6                                                        | 24                                                       | 3                                                        | 6                                                        | 14                                                       | 52                                                       | 1                                                        | 3                                                        | 23                                                       | 223                                                      |                                                          |
| Notes « N »                                              | Notes « N »                                              | 1. 2. 3. 4. 5. 6. 7.                                     | 1. 2. 3. 4. 5. 6. 7.                                     | 1. 2. 3. 4. 5. 6. 7.                                     | 1. 2. 3. 4. 5. 6. 7.                                     | 1. 2. 3. 4. 5. 6. 7.                                     | 1. 2. 3. 4. 5. 6. 7.                                     | 1. 2. 3. 4. 5. 6. 7.                                     | 1. 2. 3. 4. 5. 6. 7.                                     | 1. 2. 3. 4. 5. 6. 7.                                     | 1. 2. 3. 4. 5. 6. 7.                                     | 1. 2. 3. 4. 5. 6. 7.                                     | 1. 2. 3. 4. 5. 6. 7.                                     | 1. 2. 3. 4. 5. 6. 7.                                     | 1. 2. 3. 4. 5. 6. 7.                                     |
| Sources : OpenStreetMap                                  |                                                          |                                                          |                                                          |                                                          |                                                          |                                                          |                                                          |                                                          |                                                          |                                                          |                                                          |                                                          |                                                          |                                                          |                                                          |

#### Les lignes d'autobus

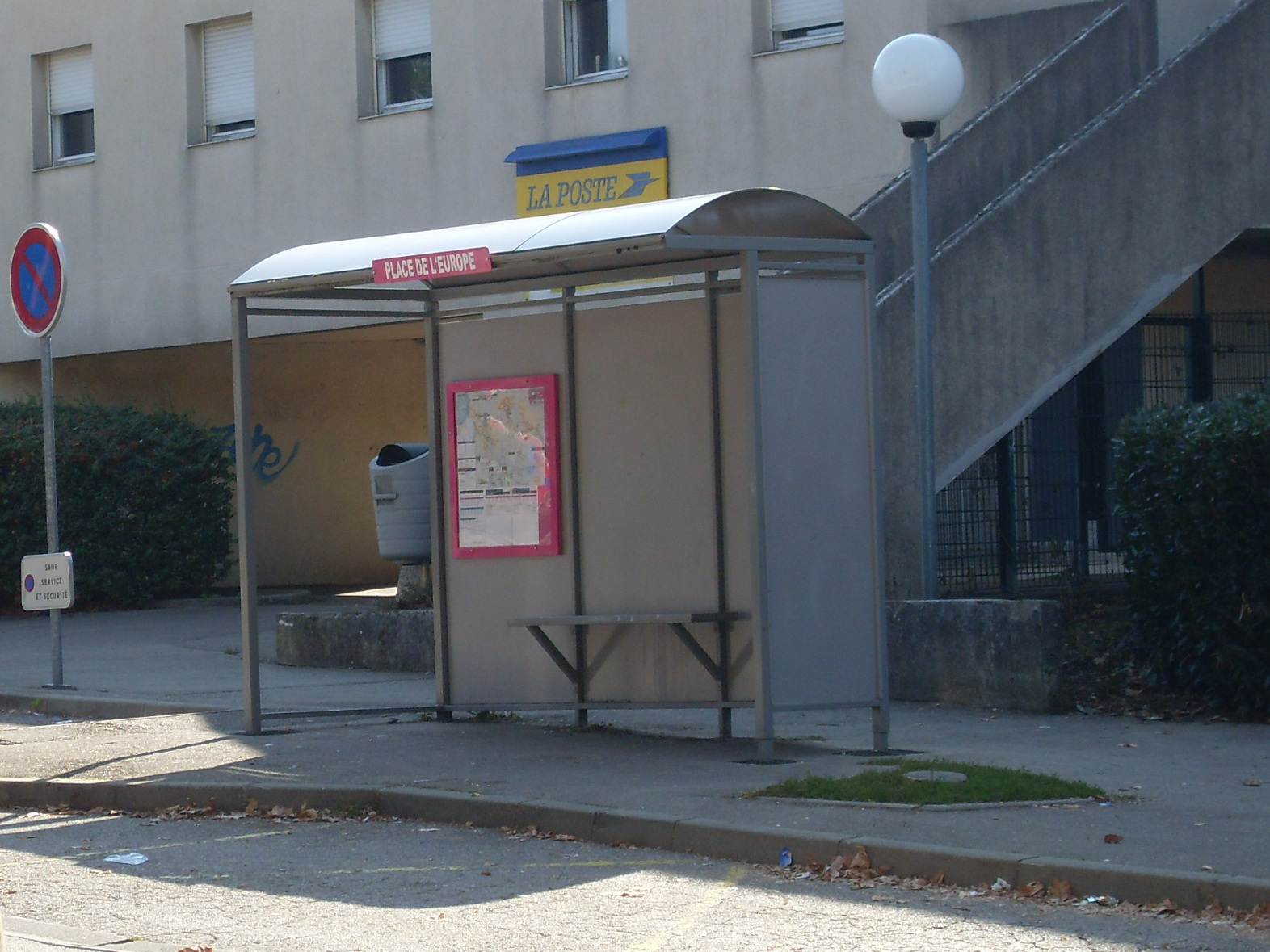
Arrêt de bus dans le quartier des Fougères.

Villefontaine est reliée aux autres communes de sa communauté d'agglomération par un service de transports en commun dénommé, RUBAN. Une agence commerciale y est implantée.
Le réseau RUBAN est né en 2003 de la fusion de l'ancien réseau du SAN de L'Isle-d'Abeau et de l'ancien réseau TUB (Transports urbains berjalliens) de Bourgoin-Jallieu. Il se présente sous la forme d'un réseau avec de multiples fonctions :
- des lignes régulières
- des lignes scolaires
- des services de transport à la demande :
  - un service, dit « Flexibus », permettant de desservir les entreprises de la zone d'activité du parc de Chesnes;
  - un service, dit « Mobi'bus », consacré au transport à la demande de personnes à mobilité réduite;
  - un service, dit « Ruban Péri », assurant la desserte des communes périurbaines;
  - un service, dit « Ruban Nuit », permettant de desservir l'agglomération de 21 h à 6 h;
  - un service, dit « Ruban Dimanche », circulant de 8 h à 14 h les dimanches entre les arrêts des lignes 1, 2 et 5 ainsi que l'assurance de la desserte de la zone d'activité de Chesnes et du Parc Technologique.

Concernant les lignes urbaines, la commune est desservie par les lignes suivantes :
| Ligne | Parcours                                                                                                  |
| ----- | --- |
| 5     | Villefontaine — Place de l'Europe ↔ Saint-Quentin-Fallavier — Gare SNCF                                   |
| 6     | Saint-Quentin-Fallavier - Les Moines ↔ L'Isle d'Abeau — La Grande Buissière                               |
| 7     | (Circulaire) Villefontaine — Hôtel de ville via Saint-Quentin-Fallavier et la zone d'activités de Chesnes |
| 8     | Bourgoin-Jallieu — Mozas-le-Bas ↔ Villefontaine - Hôtel de Ville                                          |

#### Les lignes d'autocars
Villefontaine est desservie par les lignes X05 et X06 du réseau Cars Région Express et par les lignes T16, T17 et T37 du réseau Cars Région Isère. La gare routière de Saint-Bonnet Centre comprend un espace de vente, permettant la réalisation de la carte OùRA! et la vente de titres de transports de l'ensemble du réseau.

#### Covoiturage et autopartage
La communauté d'agglomération a mis en place deux parcs relais sur la commune, afin de favoriser le covoiturage. L'un se situe au stade de la Prairie, et le second, inauguré en février 2018, avenue Steve-Biko, à proximité du village de marques.
En 2015, le système d'autopartage s'est installé à Villefontaine,. Deux stations sont présentes: l'une en centre-ville et l'autre à proximité de l'échangeur d'autoroute.

#### Le transport ferroviaire
Villefontaine ne dispose pas de gare, la plus proche étant celle de La Verpillière,. Cependant, la ligne de Lyon-Perrache à Marseille-Saint-Charles (via Grenoble) a une emprise au nord-est de la ville. Le TER Lyon (Perrache ou Part-Dieu)/Saint-André-le-Gaz/Grenoble/Chambéry y circule. La gare TGV de Lyon-Saint-Exupéry est localisée à une vingtaine de kilomètres de Villefontaine.

#### Le transport aérien
L'aéroport de Lyon-Saint-Exupéry se situe à 18 km de Villefontaine.

## Urbanisme

### Typologie
Au 1er janvier 2024, Villefontaine est catégorisée centre urbain intermédiaire, selon la nouvelle grille communale de densité à sept niveaux définie par l'Insee en 2022.
Elle appartient à l'unité urbaine de Villefontaine, une agglomération intra-départementale regroupant six  communes, dont elle est ville-centre,,. Par ailleurs la commune fait partie de l'aire d'attraction de Lyon, dont elle est une commune de la couronne,. Cette aire, qui regroupe 397 communes, est catégorisée dans les aires de 700 000 habitants ou plus (hors Paris),.

### Occupation des sols

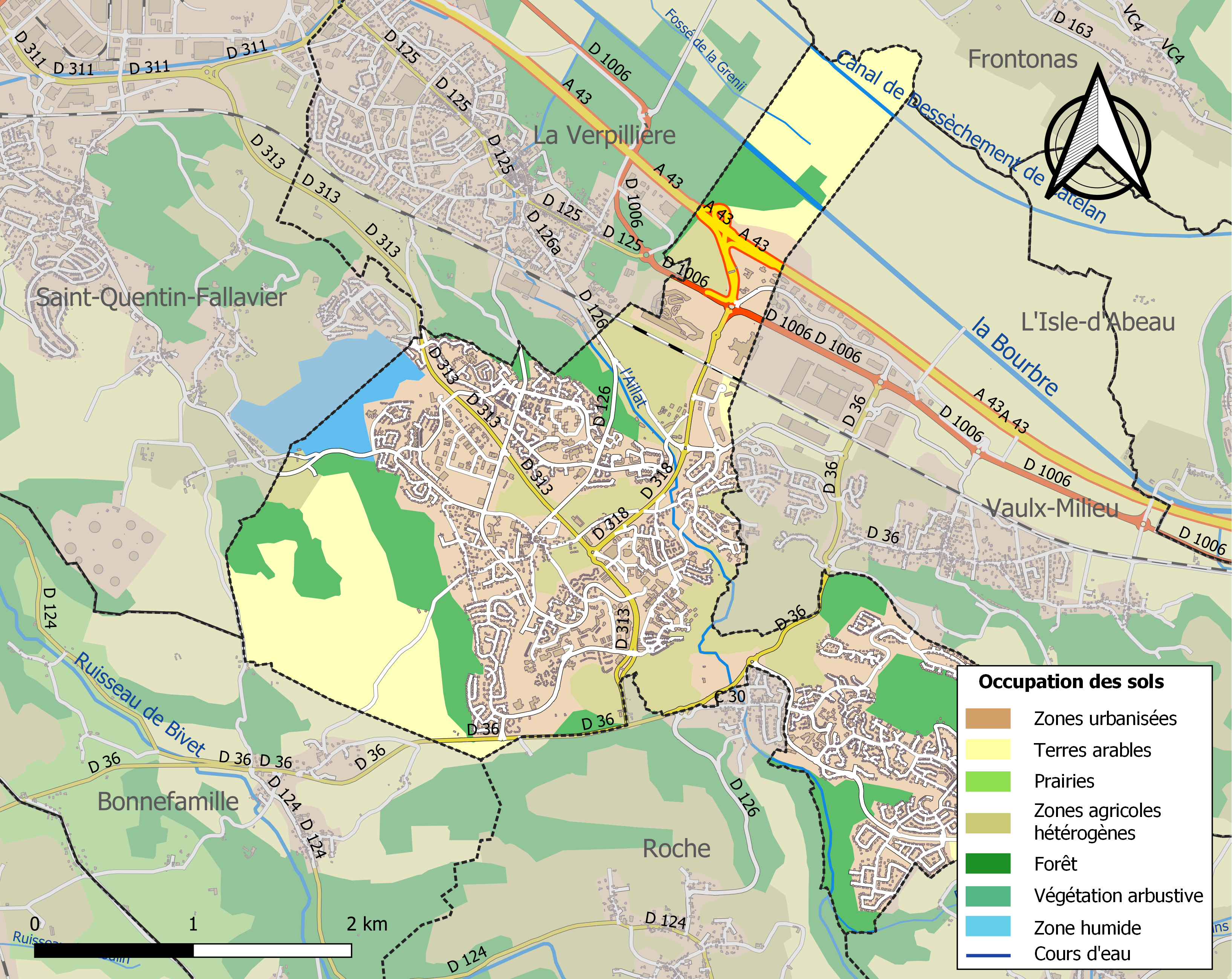
Carte des infrastructures et de l'occupation des sols de la commune en 2018 (CLC).

L'occupation des sols de la commune, telle qu'elle ressort de la base de données européenne d’occupation biophysique des sols Corine Land Cover (CLC), est marquée par l'importance des territoires artificialisés (49,1 % en 2018), en augmentation par rapport à 1990 (43,5 %). La répartition détaillée en 2018 est la suivante : 
zones urbanisées (41 %), terres arables (19,5 %), forêts (16,6 %), zones agricoles hétérogènes (13,3 %), zones industrielles ou commerciales et réseaux de communication (8,1 %), eaux continentales (1,5 %).
L'IGN met par ailleurs à disposition un outil en ligne permettant de comparer l’évolution dans le temps de l’occupation des sols de la commune (ou de territoires à des échelles différentes). Plusieurs époques sont accessibles sous forme de cartes ou photos aériennes : la carte de Cassini (XVIIIe siècle), la carte d'état-major (1820-1866) et la période actuelle (1950 à aujourd'hui).

### Quartiers
Historiquement, jusqu'au début des années 1970, Villefontaine est constituée de différents lieux d'habitation, qui sont les quartiers suivants: Le Village, Le Ginet, Le Berthet et Le Pont.
En 2017, au sens de l'INSEE, on distingue plusieurs quartiers dans la commune, :
- Centre - Saint-Bonnet - Muissiat;
- Les Fougères;
- Les Roches;
- Les Armières - Le Mas de La Raz;
- Les Picotières - Le Village;
- Quincias;
- Vaugelas.

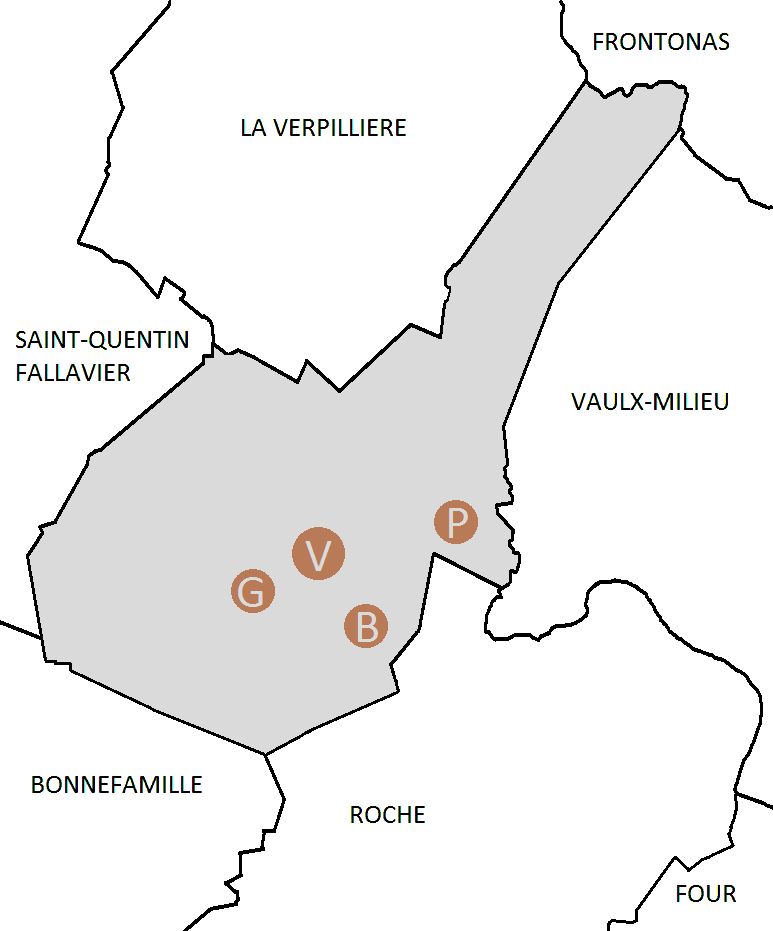
Quartiers en 1960...
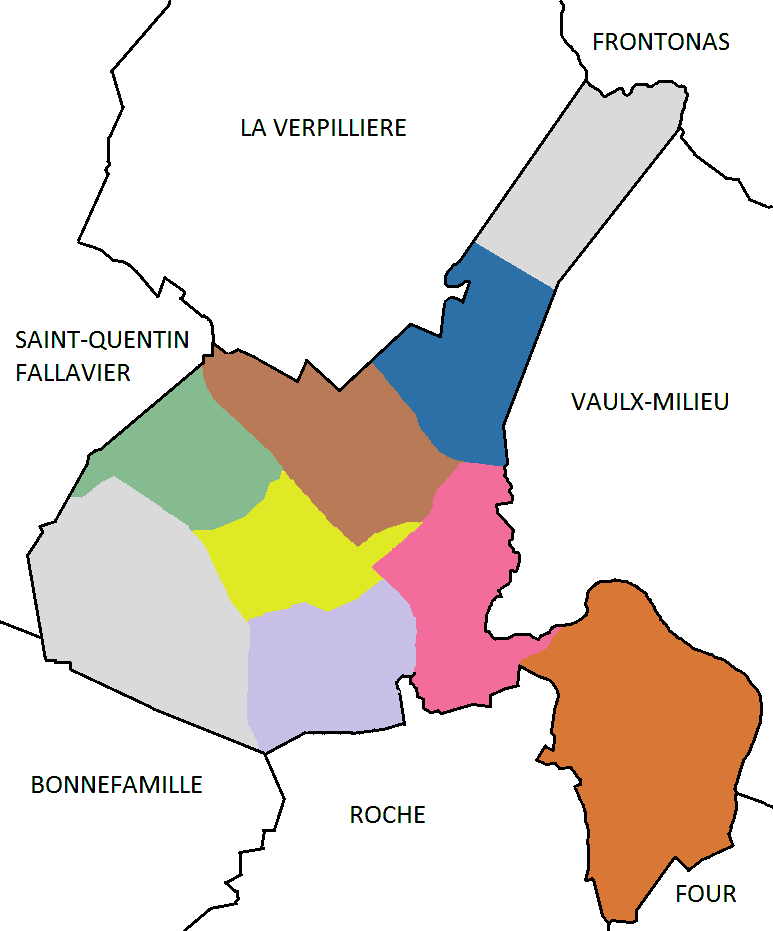
... et en 2017

### Urbanisation

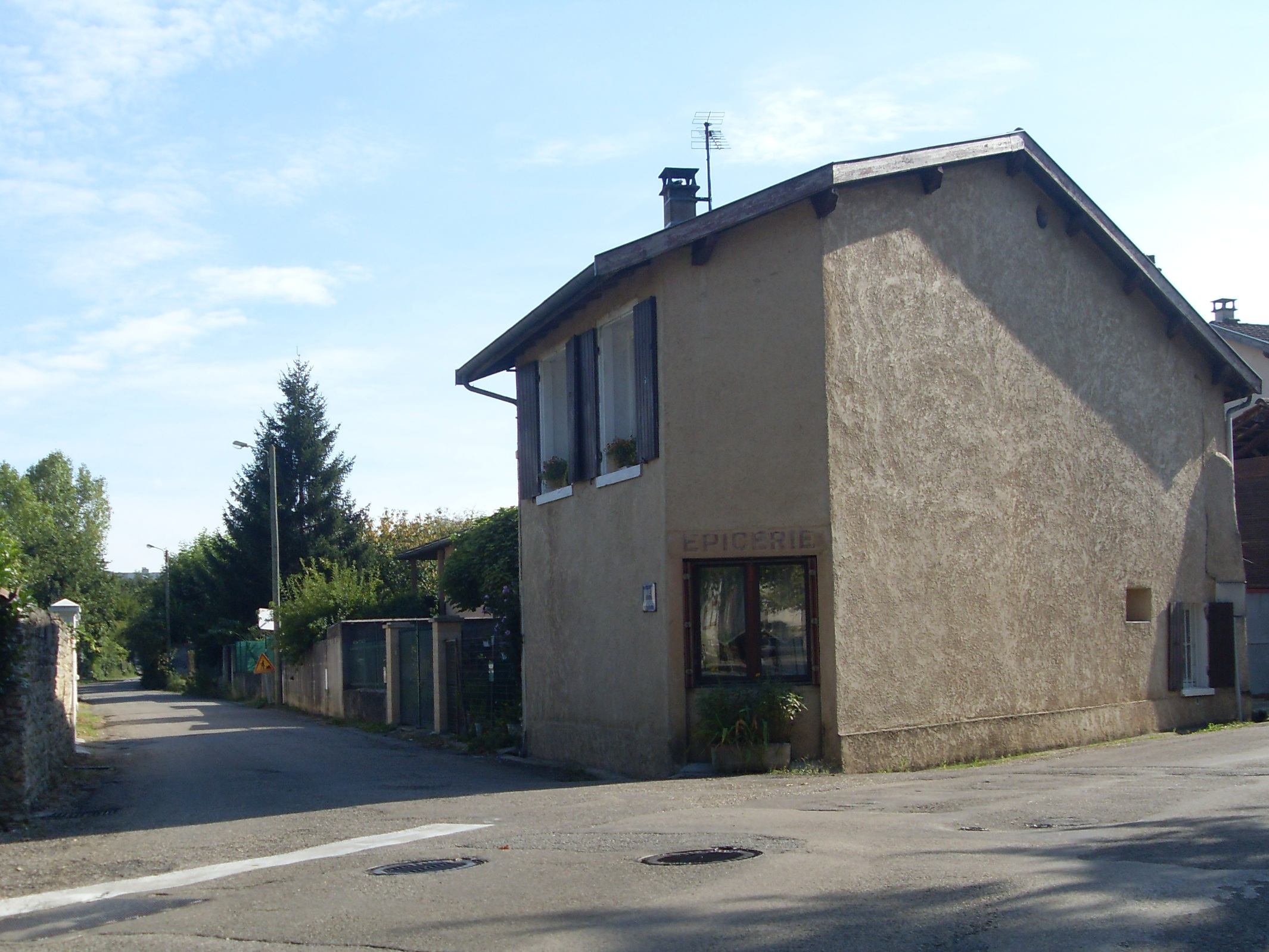
Ancienne épicerie, dans le quartier du Village.

Jusque dans les années 1960, le centre bourg se situe dans le quartier du village, lequel comprend la mairie-école, l'église et différents commerces (épicerie, café, restaurant, hôtel).
La mutation urbaine commence en février 1968 avec la décision de création de la ville nouvelle.
Le premier nouveau quartier à sortir de terre est celui des Roches. Sa construction commence au début de l’hiver 1972-1973,, pour une livraison en 1974. Il comporte à parts égales de grands ensembles (logements collectifs) et des maisons individuelles. Pendant une dizaine d'années, jusqu'à l’émergence du quartier Saint-Bonnet, les Roches avec ses commerces et services assureront une fonction centrale à Villefontaine.
Le quartier de Servenoble se construit entre 1974 à 1977. Les immeubles sur les hauteurs côtoient les maisons, qui elles, se situent à proximité de l'étang de Vaugelas.
Puis apparaît en 1977 le chantier du quartier du Mas de la Raz. Avec ses 452 logements, il est inauguré trois ans plus tard en 1980.
En 1980 débute la construction du quartier de Saint-Bonnet, du nom de l'étang voisin. Il est conçu comme le nouveau centre-ville de Villefontaine avec ses commerces et administrations. La pose de la première pierre de la nouvelle mairie a lieu en 1982, pour une inauguration le 16 juin 1983.
À partir de 1983, le quartier des Fougères est intégré à Villefontaine. À ce titre, les Fougères sont considérées comme un centre urbain dépendant de la commune de Villefontaine. Les prairies et vignes laissent la place à une urbanisation progressive. Puis vient le tour du quartier de Quincias, lui aussi issu de la ville de Roche, qui se développe jusqu'en 2003.

### Urbanisme et sécurité

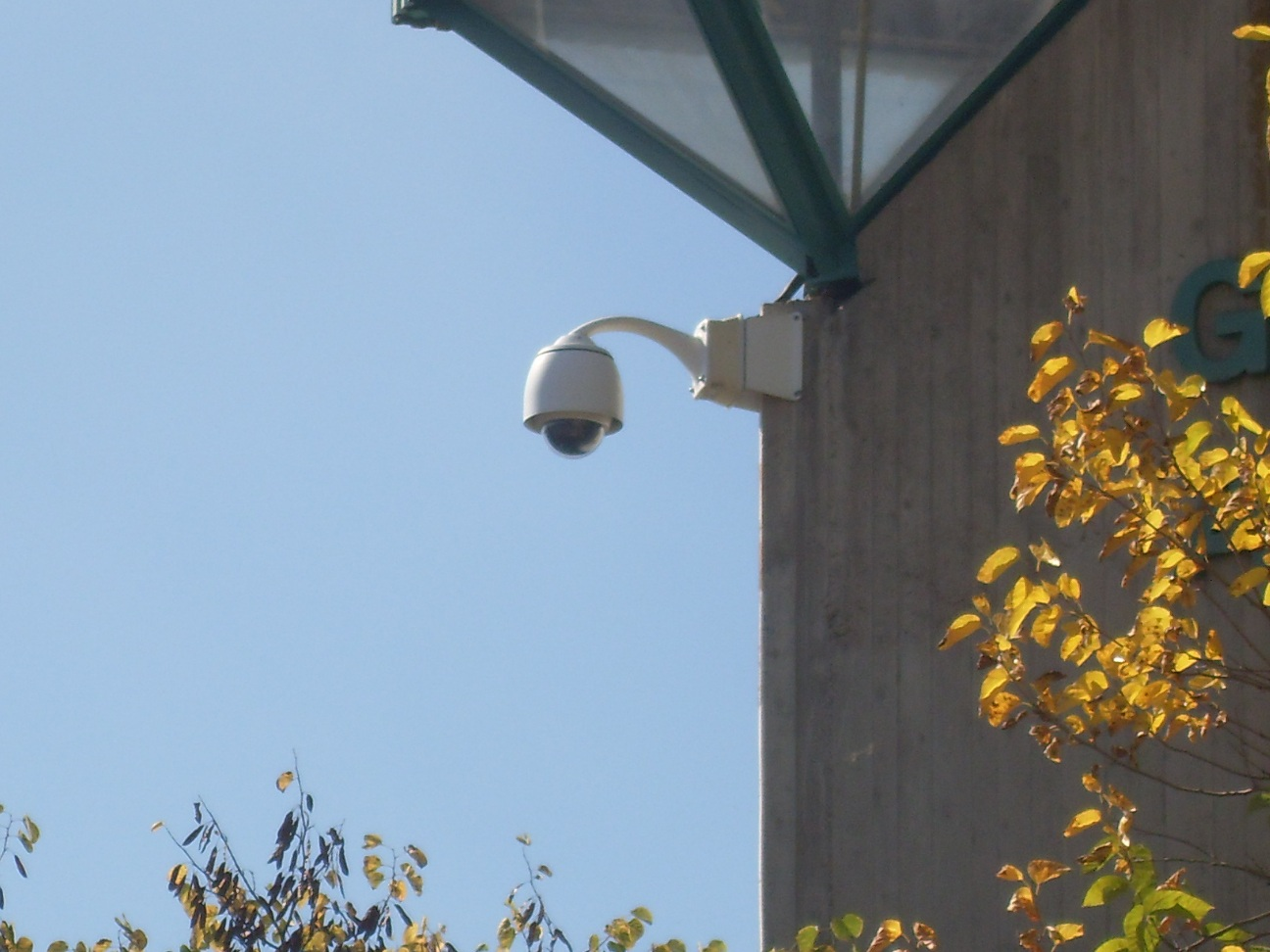
Caméra de vidéosurveillance à Villefontaine.

Villefontaine possède une zone urbaine sensible (ZUS), éclatée en deux points distincts : Saint-Bonnet et Servenoble d'une part, Les Roches d'autre part. Lors du recensement de 2009, cette ZUS est composée de 5 727 habitants répartis sur 70 hectares, soit 31 % des Villards sur seulement 7 % du territoire de la commune. Le chômage touche 29,5 % des ménages de cette population. Les ZUS ont été supprimées et remplacées par les quartiers prioritaires de la politique de la ville (QPV) le 1er janvier 2015.
En 2004, le ministre de l'Intérieur Nicolas Sarkozy désigne Villefontaine comme l'un des 25 « points chauds » de France. Il s'agissait de sites prioritaires bénéficiant du plan national de prévention et de répression des violences urbaines. Villefontaine a été touchée par les émeutes urbaines de 2005.
Le 11 décembre 2013, le ministère de l'intérieur, alors dirigé par Manuel Valls annonce que Villefontaine fait partie de la 3e vague de zone de sécurité prioritaire parmi quinze autres villes ou quartiers en France.
Villefontaine est équipée d'une trentaine de caméras de vidéosurveillance. Il est admis que celles-ci ont contribué à réduire la délinquance, comme dans le quartier de Servenoble.
Par ailleurs, Villefontaine compte 6 communautés de Voisins vigilants couvrant la totalité de son territoire.

### Logement
Le tableau ci-dessous présente une comparaison de quelques indicateurs chiffrés du logement pour Villefontaine et l'ensemble de l'Isère en 2013,. Les résultats sont exprimés en pourcentages des parcs immobiliers respectifs : 7 281 logements pour Villefontaine, 625 906 pour l'ensemble du département.
|                                                        | Villefontaine | Isère |
| ------------------------------------------------------ | ------------- | ----- |
| Part des résidences principales (en %)                 | 95,7          | 84,4  |
| Part des logements vacants (en %)                      | 3,9           | 7,2   |
| Part des ménages propriétaires de leur logement (en %) | 38,2          | 61,1  |

Par rapport à la situation générale de l'Isère, la part plus importante des résidences principales et des logements occupés laisse très peu de place aux résidences secondaires dont le taux est de 0,4 % du parc d'habitations à Villefontaine contre 8,4 % au niveau départemental. Seulement 38,2 % des occupants de ces résidences principales en sont propriétaires, contre 61,1 % pour l'ensemble de l'Isère.
Concernant l'ancienneté des logements, le graphique ci-dessous représente la répartition des logements par date d'achèvement.
Répartition des logements par date d'achèvement (en %) Villefontaine
- avant 1967 (2 %)
- de 1968 à 1974 (11 %)
- de 1974 à 1981 (42 %)
- de 1982 à 1989 (32 %)
- 1990 et après (13 %)

Sur la globalité de l'habitat villard, le logement-type est une résidence principale (95,70 %) occupée à titre locatif (61,80 %) et construite entre 1974 et 1989 (74 %). Il est à noter une forte proportion de logement social à Villefontaine : 77 %, contre une moyenne nationale de 19 % et un objectif de 25 % en 2025 (loi Duflot I).

### Aménagements

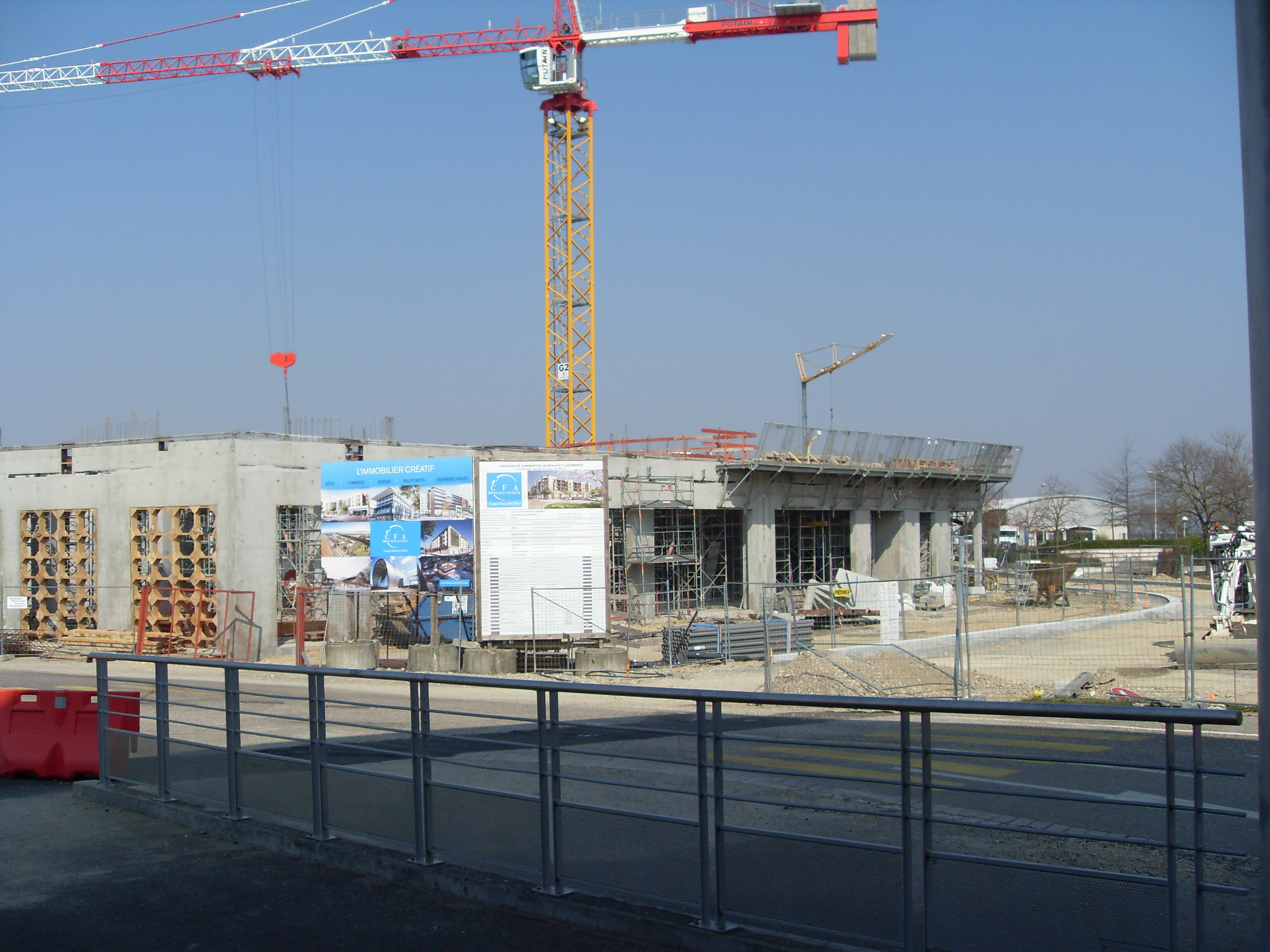
Construction dans le quartier de Saint-Bonnet en mars 2014.

En 2013, a débuté un projet de grands travaux, nommé "cœur de Ville". Celui-ci a pour objectifs entre autres, de dynamiser le quartier de Saint-Bonnet par de nouveaux commerces et équipements, développer la mixité sociale et lui rendre sa fonction et sa lisibilité de centre-ville.
Les débuts des travaux d'un village de marques nommé The Village débute septembre 2016. Ces travaux sont terminés le 18 mai 2018.
Situé à proximité de la sortie de l'autoroute A43, ce complexe se situe en partie sur le territoire communal et celui de la commune voisine de La Verpillière. Il comprend environ 80 boutiques et services ainsi qu'un lac artificiel. Il est ouvert depuis le 18 mai 2018.

### Risques naturels et technologiques

#### Risques sismiques
La totalité du territoire de la commune de Bonnefamille est située en zone de sismicité n°3, comme la plupart des communes de son secteur géographique.
| Type de zone | Niveau            | Définitions (bâtiment à risque normal) |
| ------------ | ----------------- | -------------------------------------- |
| Zone 3       | Sismicité modérée | accélération = 1,1 m/s2                |

## Toponymie
Noms successifs portés par le fief ou la paroisse :
- 1049 : Villa[45],[46] ;
- 1250 : Ville près Fallavier[45],[46] ;
- XVIe siècle : Villa subtus Falaverium[47] ;
- 1793 : Ville prés la Verpilliere[48] ;
- 1801 : Ville-Falavier[48], Ville-Fontaine[49], Villefontaine[48] ;
- 1822 : Villefontaine, par arrêté préfectoral du 9 septembre 1822[45],[46].

## Histoire

### Antiquité

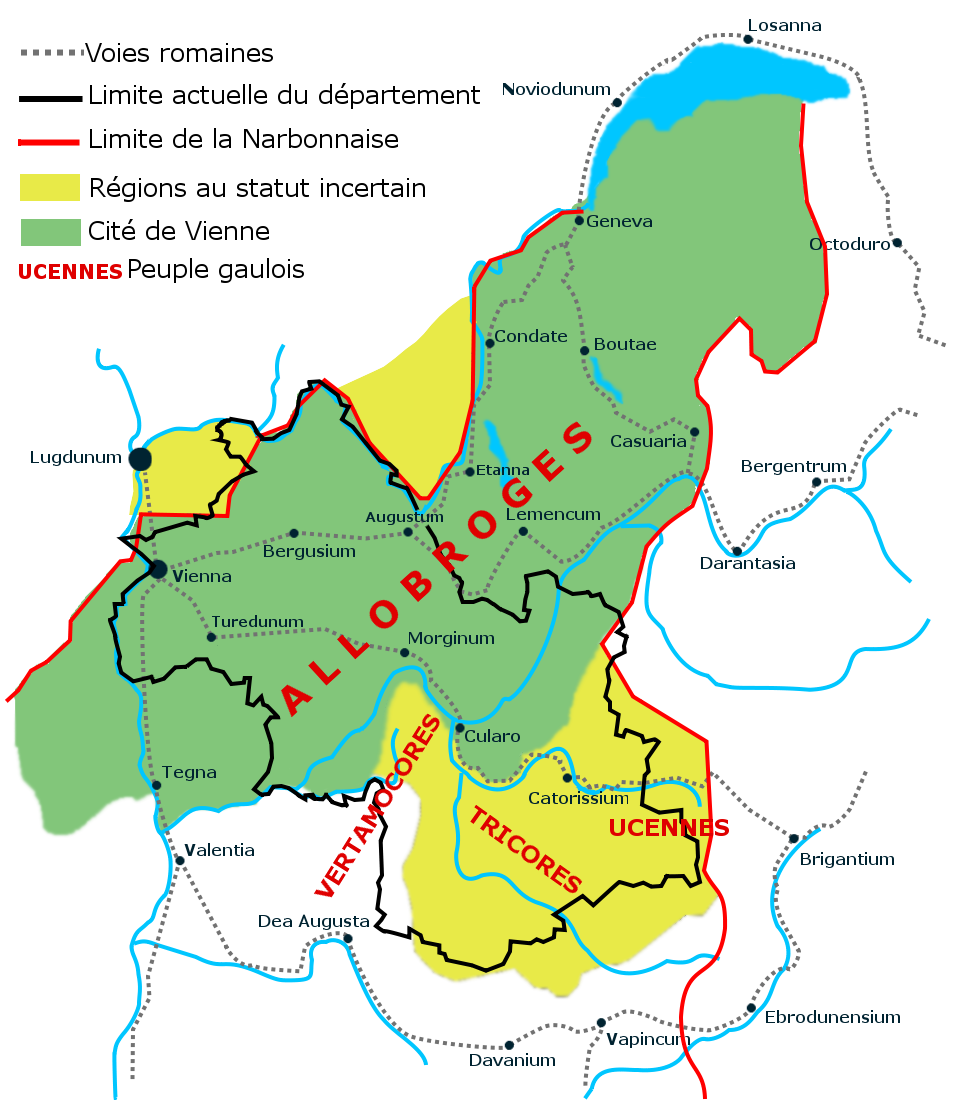
Territoire des Allobroges.

Durant l'Antiquité, la région de Villefontaine est peuplée par les Allobroges, un peuple gaulois dont le territoire était situé entre l'Isère, le Rhône et les Alpes du Nord. À partir de -121, ce territoire, nommé Allobrogie, est intégré dans la province romaine du Viennois avec pour capitale la cité de Vienne jusqu'au Haut Moyen Âge.
Le territoire de Villefontaine se situe en bordure de la voie romaine Alpis Graia reliant Vienne à Milan, via Bourgoin. Cette voie fut construite entre 45 av. J.-C. jusqu’au milieu du Ier siècle apr. J.-C. Des vestiges attestent d'une présence de l'homme à cette période. Ainsi, des restes de poteries de tuiles de l'époque Gallo-romaine ont été retrouvés à proximité de l'église. De son côté, le service régional de l'archéologie (DRAC) a recensé cinq sites romains et gallo-romains,. Il s'agit d'une nécropole romaine mise au jour clos Mursiat, de vestiges d’habitat agricoles dans le quartier du Village, d'un ensemble d’habitat au Ginet, d'un site gallo-romain dans le quartier du Pont. Des vestiges romains ont également été découverts dans le quartier du Lémand.

### Moyen Âge
Le service régional archéologique mentionne deux sites médiévaux du Haut Moyen Âge au Lémand et Clos Mursiat. La présence de deux maisons fortes est notée: il s'agit du Vellein et du Layet. Cette dernière, détruite en 1980 lors de la construction de la ville nouvelle a peut-être été édifiée à l'emplacement d’un prieuré carolingien. Deux cimetières médiévaux ont également été découverts sur le territoire de Villefontaine, ainsi qu'un cadran canonial non daté. Un ouvrage recense un pont médiéval du XVe siècle sur la commune, mais celui-ci manque de précisions.
À partir de 1349 (traité de Romans), la commune est située sur le territoire du Dauphiné, appartenant au royaume de France.
En 1458, la population de Villefontaine est estimée à 30 feux, soit environ 300 personnes.

### Époque moderne

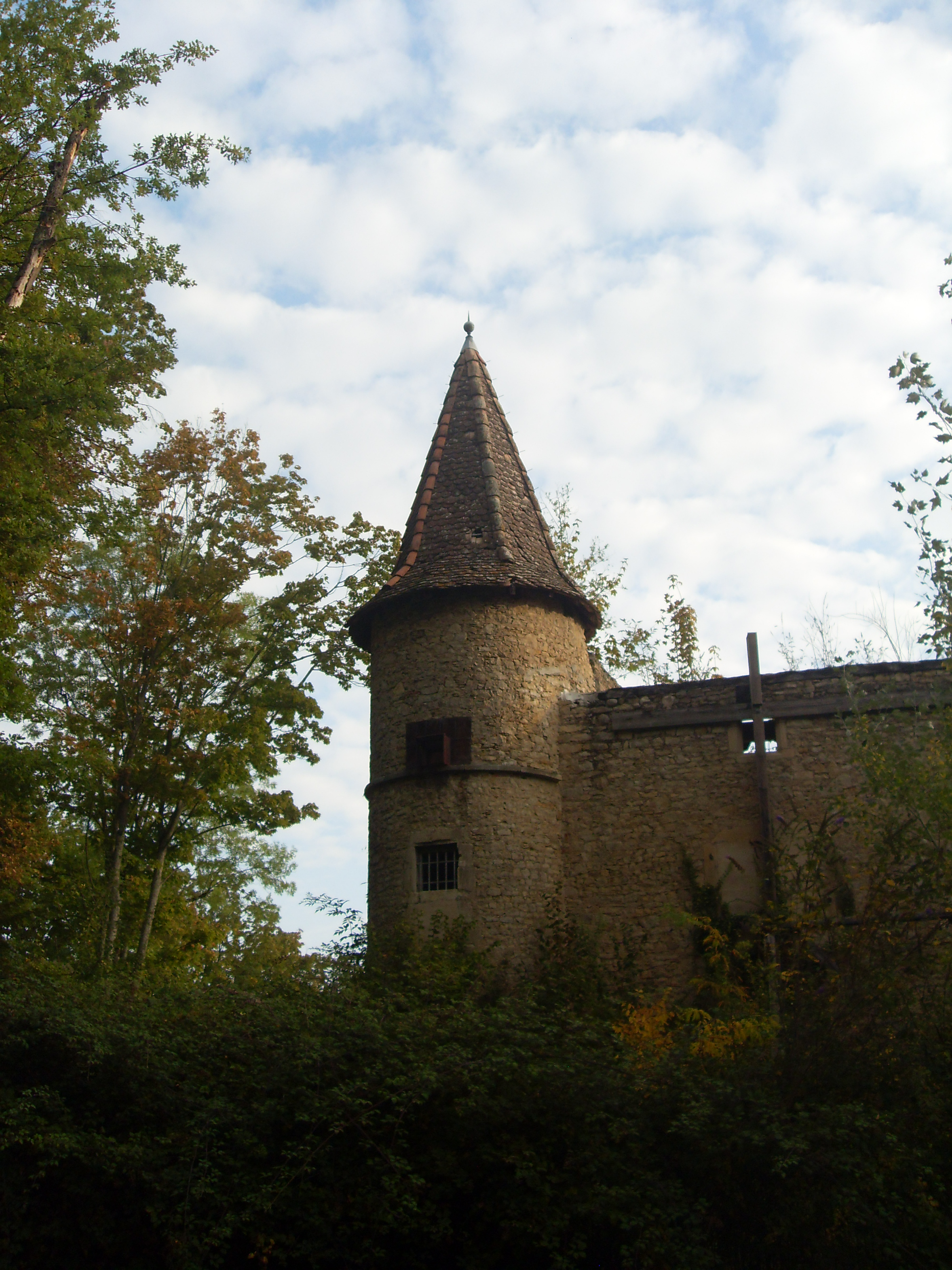
Le château du Vellein - Détail.

L'époque moderne est marquée par la présence des familles Martel et Vellein. Les Martel sont propriétaires du château (ou maison forte) du Layet jusqu'en 1746. Les premières traces de la famille Vellein datent de la fin du XVe siècle, d'origine paysanne, c'est Pierre Vellein qui fera entrer la famille dans la noblesse, sous Louis XIV. Le domaine du Vellein, incluant le château éponyme, s'étendait alors jusqu'à l'actuel quartier des Roches. La carte de Cassini dressée vers 1760 en fait mention.
Le XVIIIe siècle voit aussi la construction de l'église Saint-Martin,.
Économiquement, outre les travaux agricoles, les villards produisent des fibres de chanvre. Pour ce faire, la ville disposait au XVIIIe siècle, de deux moulins à eau: celui de Montauban près de l'étang de Saint-Bonnet et celui du Pont. L’atlas de Trudaine de 1760 indique leur emplacement respectif.
Par le décret du 22 décembre 1789, Villefontaine quitte la province du Dauphiné et appartient dorénavant au département de l'Isère.

### Époque contemporaine

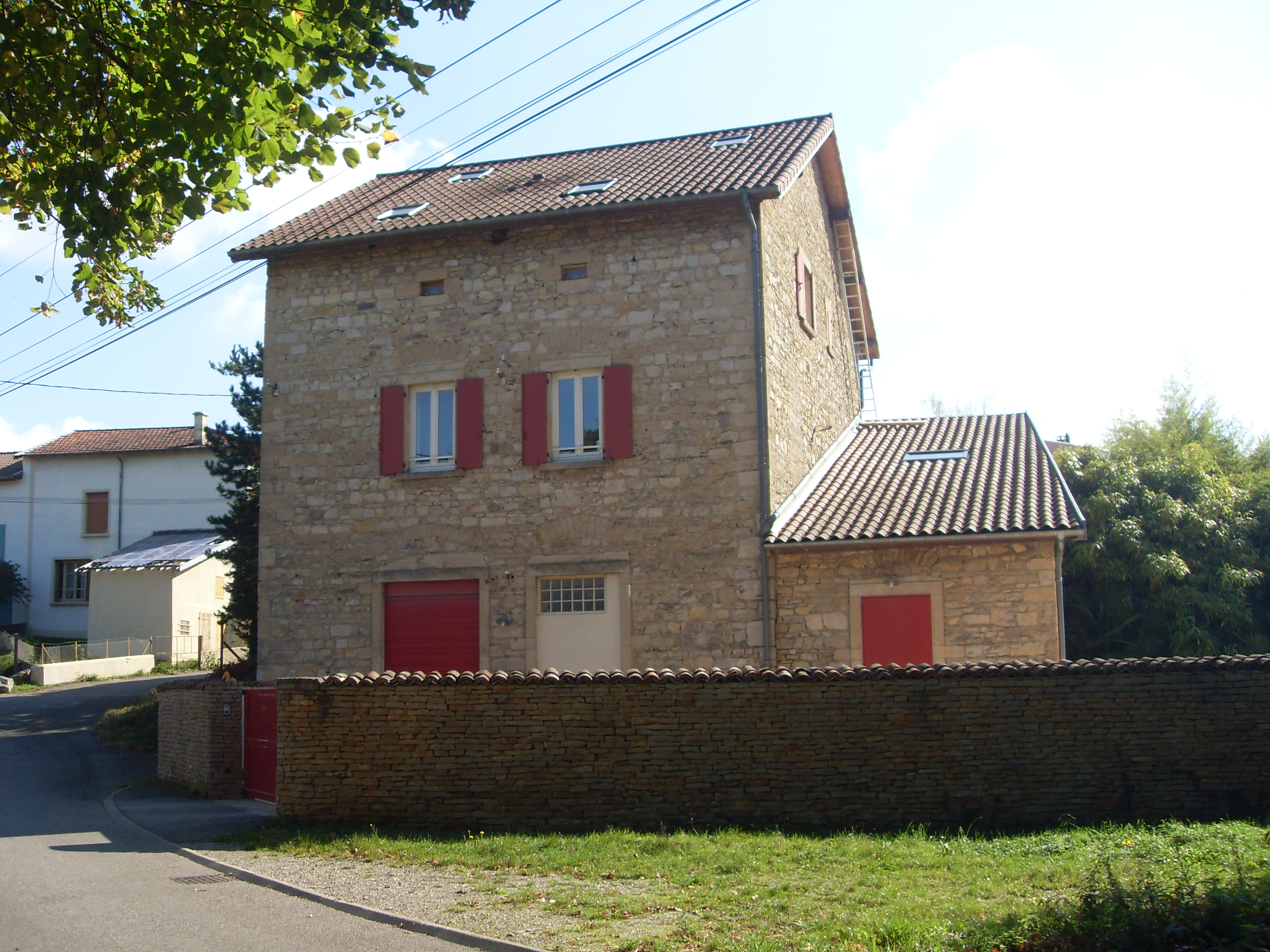
Le moulin du Pont, de nos jours.

Au début du XXe siècle, avec l'arrivée l'électricité et la loi du 15 juin 1906, le moulin du pont voit son activité modifiée. En effet, il sera transformé en station électrique. L'éclairage public de Villefontaine débute en 1909 et dans les années 1930, une quinzaine d'utilisateurs étaient raccordés au réseau. La station est désaffectée au moment du raccordement au réseau électrique national.
Lors de la Première Guerre mondiale, 26 villards vont perdre la vie. En 1919, le projet de construction d'un monument aux morts voit le jour. Celui-ci est livré le 19 mai 1921 et se situe sur la place du village.
Pour Villefontaine, les années 1970 sont indissociables du projet de ville nouvelle de L'Isle-d'Abeau. Pendant l'hiver 1972-1973, débute la construction du premier quartier de la ville nouvelle; il s'agit des Roches. Puis vient la création des quartiers de Servenoble, du Mas de la Raz, de Saint-Bonnet et des Fougères.
Entre les recensements de 1968 et de 1990, la population est multipliée par 35, passant de 452 à 16 171 habitants.

## Politique et administration

### Administration municipale
En 2019, le conseil municipal est composé de trente-trois membres (onze hommes et douze femmes) dont un maire, neuf adjoints au maire et vingt-trois conseillers municipaux.

### Situation administrative
Voici la situation administrative de Villefontaine depuis 1789 :
Canton : De 1793 à 1801, Villefontaine fait partie du canton de Vaulx-Milieu, puis en 1801, de celui de La Verpillière. En 1985, elle intègre le canton de L'Isle-d'Abeau (dont elle sera le chef-lieu de 1985 à 2015).
District, arrondissement : En 1790 la commune appartient au district de Vienne, et depuis 1972, à l'arrondissement de La Tour-du-Pin.
Département : 4 mars 1790, création du département de l'Isère, sur lequel se situe Villefontaine.
Région : De 1960 à fin 2015, Villefontaine appartient à la région Rhône-Alpes, puis à la région Auvergne-Rhône-Alpes depuis 2016.

### Tendances politiques et résultats
Les électeurs de Villefontaine se déplacent moins aux urnes que la moyenne nationale. En effet, pour la totalité des scrutins, l'abstention est supérieure à la moyenne.

#### Élection présidentielle de 2017
En 2017, au deuxième tour des élections présidentielles, Emmanuel Macron (En marche !), élu, a obtenu 65,25 % des voix et Marine Le Pen (FN), 34,75 %. Le taux de participation s'est élevé à 69,15 %.

#### Élections municipales
Le nombre d'habitants au dernier recensement étant compris entre 10 000 et 19 999, le nombre de membres du conseil municipal est de 33.
Le 10 janvier 2016, le maire Raymond Feyssaguet annonce sa démission. Son premier adjoint, Patrick Nicole-Williams le remplace.

### Liste des maires
| Période                                  | Période                    | Identité                | Étiquette             | Qualité |
| ---------------------------------------- | -------------------------- | ----------------------- | --------------------- | --- |
| Les données manquantes sont à compléter. |                            |                         |                       | |
| 1822                                     | 1832                       | Étienne Just Chollier   |                       | |
| 1832                                     | 1835                       | Joseph Vivier           |                       | |
| 1835                                     | 1848                       | Claude Lavigne          |                       | Propriétaire |
| 1848                                     | 1860                       | Joseph Vivier           |                       | |
| 1860                                     | 1870                       | Pierre Sibelle          |                       | |
| 1870                                     | 1871                       | Ambroise Bossy          |                       | Propriétaire |
| 1871                                     | 1876                       | Louis Curty             |                       | |
| 1876                                     | 1878                       | Jean Bourguignon        |                       | |
| 1878                                     | 1885                       | Louis Curty             |                       | |
| 1885                                     | 1888                       | Eugène Parent           |                       | Décédé en fonction |
| 1888                                     | 1896                       | Étienne Sibelle         |                       | |
| 1896                                     | 1900                       | Eugène Bournay          |                       | |
| 1900                                     | 1904                       | Jean Crassard           |                       | |
| 1904                                     | 1912                       | Edouard Pommier         |                       | Avocat, propriétaire |
| 1912                                     | 1919                       | Victor Melin            |                       | Épicier |
| 1919                                     | 1925                       | Gaston Basso            |                       | |
| 1925                                     | 1929                       | Laurent Vielle          |                       | Industriel (nickelage et polissage de tous métaux) |
| 1930                                     | 1933                       | François Magnard        |                       | Épicier |
| 1933                                     | 1935                       | Jean Bonnardel          |                       | |
| 1935                                     | 1944                       | Antonin Durand          |                       | |
| 1944                                     | mars 1959                  | Henri Bonnet            |                       | Agriculteur |
| mars 1959                                | mars 1971                  | Pierre Terrieux         |                       | |
| mars 1971                                | 1976                       | Sadi Desquesnes         |                       | Démissionnaire pour raisons de santé |
| avril 1976                               | octobre 1988               | Serge Mauroit           | PS                    | Président du SCANIDA (1977 → 1988) Décédé en fonction |
| décembre 1988                            | mars 1989                  | Francis Noguer          | PS                    | |
| mars 1989                                | juin 1995                  | Jean-Pierre Philippe    | PS                    | Haut fonctionnaire, conseiller économique |
| juin 1995                                | février 2016               | Raymond Feyssaguet      | UDF puis DVD puis UDI | Chef d'entreprise, maire honoraire Conseiller départemental de L'Isle-d'Abeau (2015 → 2016) Démissionnaire                                                                                           |
| février 2016                             | En cours (au 27 juin 2024) | Patrick Nicole-Williams | DVD                   | Cadre retraité Premier adjoint au maire (2014 → 2016) 9e vice-président de la CA Porte de l'Isère (2014 → 2020) 2e vice-président de la CA Porte de l'Isère (2020 → ) Réélu pour le mandat 2020-2026 |

### Intercommunalité

Le logo de la CAPI.

De 1972 à 1983, dans le cadre de la création de la ville nouvelle, Villefontaine appartient au syndicat communautaire d'aménagement de l'agglomération nouvelle de L'Isle-d'Abeau - SCANIDA.
De 1983 à 2005 elle fait partie du syndicat d'agglomération nouvelle - SAN.
Depuis 2007, Villefontaine est l'une des 22 communes qui composent la communauté d'agglomération Porte de l'Isère (CAPI). Cette dernière est peuplée de 100 000 habitants en 2013.

### Services publics et sociaux
La mairie propose tout un ensemble de services publics aux Villards. Villefontaine fait partie des 40 communes en Isère équipées pour les commandes de pièces d'identité et passeports,. Un bureau de Poste est implanté en centre ville. Une mairie annexe et une agence postale communale sont également présentes dans chacune des maisons de quartiers des Fougères et des Roches.
La police municipale est installée dans le quartier de Saint-Bonnet et la gendarmerie nationale dans la zone artisanale de la Cruizille.
La ville dispose en outre: d'un centre des impôts, une agence Pôle Emploi, une antenne de la caisse d'allocations familiales, un point d'accueil de la caisse primaire d'assurance maladie, un bureau information jeunesse, un centre communal d'action sociale et un foyer d'animation des retraités.
Les secours sont assurés par la caserne de pompiers de Saint-Quentin-Fallavier,.

### Instances judiciaires et administratives

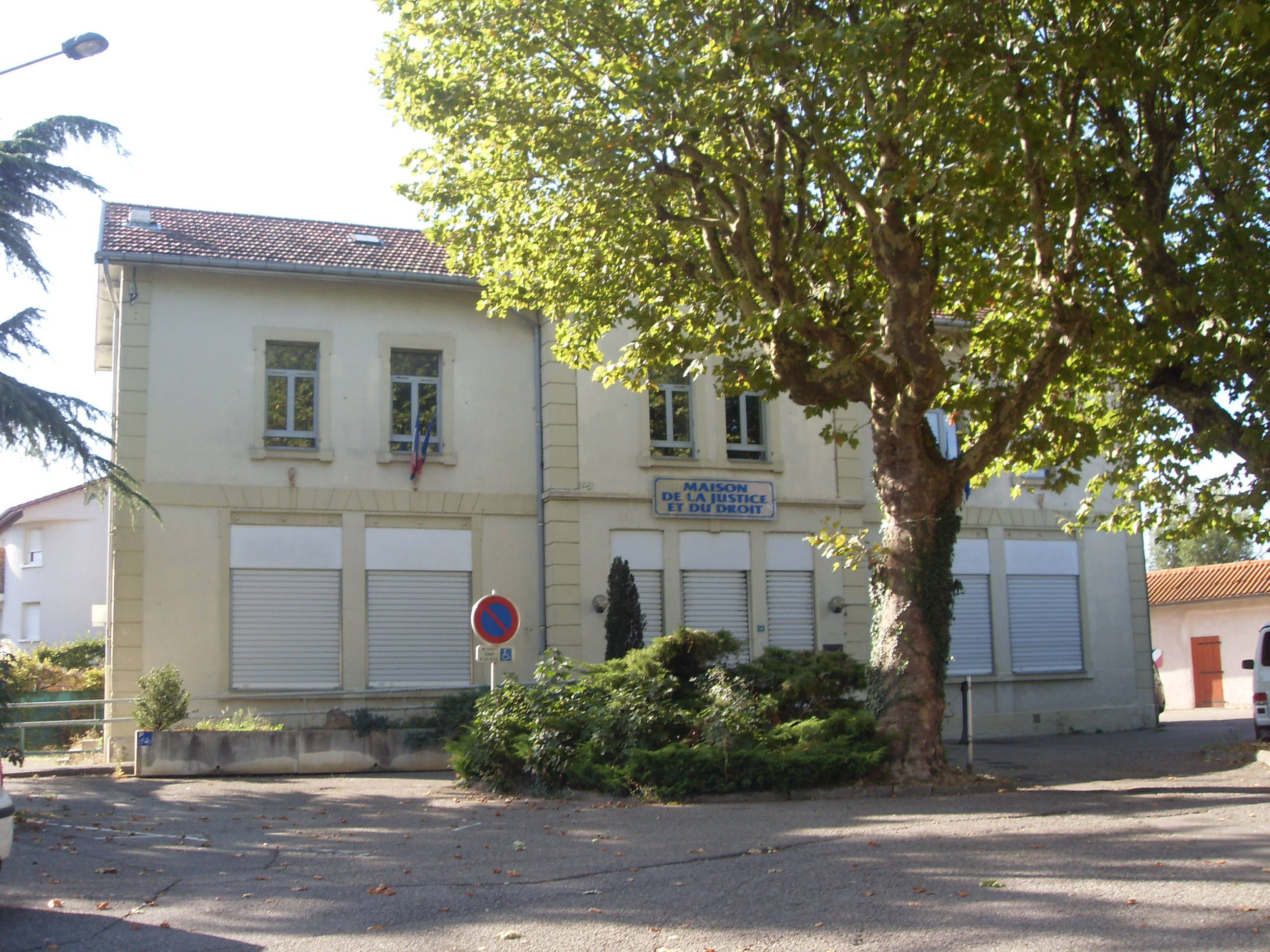
La maison de la justice et du droit.

Villefontaine dispose d'une Maison de Justice et du Droit. Elle se situe dans le quartier du village, dans le bâtiment de l'ancienne mairie-école.
Villefontaine relève du tribunal d'instance de Vienne, du tribunal de grande instance de Vienne, de la cour d'appel de Grenoble, du tribunal pour enfants de Vienne, du conseil de prud'hommes de Vienne, du tribunal de commerce de Vienne, du tribunal administratif de Grenoble et de la cour administrative d'appel de Lyon.
Le centre de détention le plus proche est celui de Saint-Quentin-Fallavier.

### Politique environnementale et écologie
En 2017, Villefontaine a obtenu le label "2 libellules" (sur un maximum de 5) en tant que ville favorisant la biodiversité.

#### Eau et assainissement

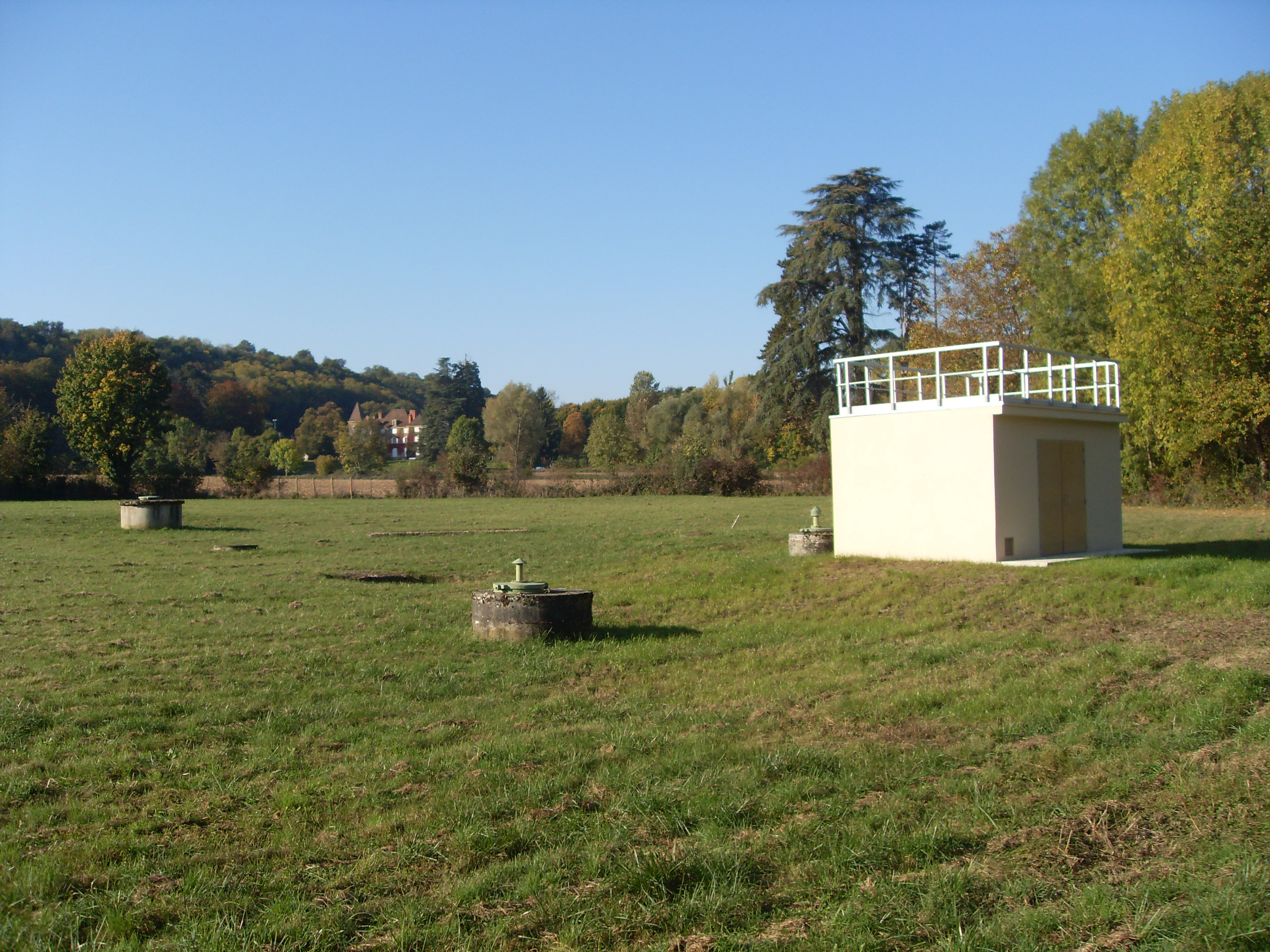
Station de pompage de la Prairie.

La Semidao, société d'économie mixte créée 1977 assure la gestion et distribution de l'eau à Villefontaine et onze autres communes. L'eau potable de Villefontaine est issue des stations de pompage de La Ronta, de la Prairie et de l'Alouette. Lors du prélèvement du 1 août 2017, le pH constaté est de 7,20 unités pH (pour une référence de qualité comprise en ≥6,5 et ≤ 9 unités pH).
Le système d'évacuation de l'eau est séparatif. Les eaux de pluie sont évacuées vers la Bourbre via des bassins de rétention, alors que les eaux usées sont acheminées à la station d'épuration de Traffeyère, à Saint-Quentin-Fallavier.

#### Déchets ménagers
Le Syndicat Mixte Nord Dauphiné (SMND) gère la collecte et le traitement des déchets de 69 communes du Nord-Isère, dont Villefontaine. Trois collectes hebdomadaires ont lieu: deux pour les déchets ménagers et une pour le tri sélectif. Les habitants de Villefontaine peuvent en outre se procurer des bacs pour le compostage de leurs déchets végétaux. Villefontaine dispose d'une déchetterie, avenue du Lémand. Cependant, celle-ci pouvant être saturée, les villards peuvent aussi utiliser celles des communes voisines, à Saint-Quentin-Fallavier et Roche.
Le taux de taxe d'enlèvement des ordures ménagères était de 15,69 % en 2016 et 11,52 % en 2017. Pour l'année 2018, il sera au taux uniformisé de 8,24 % pour l'ensemble des communes de la communauté d'agglomération.

#### Écologie
Malgré son aspect urbain, l'écologie fait aussi partie des préoccupations de Villefontaine.
La commune, conçue comme une "ville verte" encourage l'usage des voies vertes, dont les déplacements sont parfois plus rapide qu'avec un véhicule motorisé.
Villefontaine renouvelle régulièrement son parc de véhicules communaux par des véhicules électriques depuis 2011. Les acquisitions se sont poursuivies en 2014 et 2016. Le parc électrique se compose ainsi de plusieurs citadines, d'un utilitaire et deux vélos.
Par ailleurs, depuis le 30 octobre 2017, Villefontaine teste l'extinction nocturne partielle de l'éclairage public de minuit à 5 heures du matin,. Onze axes sont concernés par ce dispositif. Cette expérimentation qui a déjà lieu dans 12000 communes de France et a pour but l'économie d'énergie et la limitation de la pollution lumineuse.

### Jumelages et partenariats
La ville est jumelée avec :
- Bitterfeld-Wolfen (Allemagne) depuis 1994[112] ;
- Kahl am Main (Allemagne) depuis 1980[112] ;
- Gremda (Tunisie) depuis 1994[112] ;
- Salzano (Italie) depuis 2009[112].

La ville est en partenariat avec :
- Urmeniș (Roumanie) depuis 1989[113] par le biais de l'Opération Villages roumains ;
- Ouan (Mali) depuis 1993[114] avec l'Association Villefontaine Ouan.

### Budget et fiscalité communale
En 2015, la commune disposait d'un budget de 27 793 000 € dont 21 866 000 € de fonctionnement et 5 927 000 € d'investissement, en augmentation de 15,1 % par rapport à 2014 et 10,9 % par rapport à 2013.
Le budget de fonctionnement était financé à hauteur de 28 % par les impôts locaux, 3,2 % par d'autres impôts et taxes et 39,1 % par la dotation globale de fonctionnement.

## Population et société

### Démographie

#### Évolution démographique
L'évolution du nombre d'habitants est connue à travers les recensements de la population effectués dans la commune depuis 1793. Pour les communes de plus de 10 000 habitants les recensements ont lieu chaque année à la suite d'une enquête par sondage auprès d'un échantillon d'adresses représentant 8 % de leurs logements, contrairement aux autres communes qui ont un recensement réel tous les cinq ans,.

En 2022, la commune comptait 19 018 habitants, en évolution de +1,96 % par rapport à 2016 (Isère : +3,07 %, France hors Mayotte : +2,11 %).
| 1793 | 1800 | 1806 | 1821 | 1831 | 1836 | 1841 | 1846 | 1851 |
| ---- | ---- | ---- | ---- | ---- | ---- | ---- | ---- | ---- |
| 345  | 264  | 322  | 509  | 503  | 521  | 519  | 505  | 541  |

| 1856 | 1861 | 1866 | 1872 | 1876 | 1881 | 1886 | 1891 | 1896 |
| ---- | ---- | ---- | ---- | ---- | ---- | ---- | ---- | ---- |
| 504  | 462  | 459  | 451  | 418  | 409  | 414  | 408  | 412  |

| 1901 | 1906 | 1911 | 1921 | 1926 | 1931 | 1936 | 1946 | 1954 |
| ---- | ---- | ---- | ---- | ---- | ---- | ---- | ---- | ---- |
| 414  | 392  | 345  | 432  | 450  | 509  | 455  | 395  | 398  |

| 1962 | 1968 | 1975  | 1982  | 1990   | 1999   | 2006   | 2011   | 2016   |
| ---- | ---- | ----- | ----- | ------ | ------ | ------ | ------ | ------ |
| 467  | 452  | 1 694 | 9 719 | 16 171 | 17 766 | 18 407 | 18 082 | 18 653 |

| 2021   | 2022   | - | - | - | - | - | - | - |
| ------ | ------ | - | - | - | - | - | - | - |
| 19 083 | 19 018 | - | - | - | - | - | - | - |

#### Pyramide des âges
La population de la commune est relativement jeune.
En 2018, le taux de personnes d'un âge inférieur à 30 ans s'élève à 46,7 %, soit au-dessus de la moyenne départementale (37,1 %). À l'inverse, le taux de personnes d'âge supérieur à 60 ans est de 14,0 % la même année, alors qu'il est de 23,9 % au niveau départemental.
En 2018, la commune comptait 9 297 hommes pour 9 511 femmes, soit un taux de 50,57 % de femmes, légèrement inférieur au taux départemental (51,01 %).
Les pyramides des âges de la commune et du département s'établissent comme suit.
| Hommes | Classe d’âge | Femmes |
| ------ | ------------ | ------ |
| 0,2    | 90 ou +      | 0,3    |
| 2,0    | 75-89 ans    | 2,4    |
| 10,7   | 60-74 ans    | 12,4   |
| 17,5   | 45-59 ans    | 18,8   |
| 19,4   | 30-44 ans    | 22,7   |
| 20,9   | 15-29 ans    | 19,5   |
| 29,1   | 0-14 ans     | 23,9   |

| Hommes | Classe d’âge | Femmes |
| ------ | ------------ | ------ |
| 0,6    | 90 ou +      | 1,6    |
| 6,7    | 75-89 ans    | 8,7    |
| 15,3   | 60-74 ans    | 16,3   |
| 20,1   | 45-59 ans    | 19,6   |
| 18,8   | 30-44 ans    | 18,9   |
| 19     | 15-29 ans    | 17     |
| 19,4   | 0-14 ans     | 17,9   |

### Enseignement
Villefontaine est située dans l'académie de Grenoble. Pour la rentrée scolaire 2017-2018, elle accueille 990 élèves en classes maternelles et 1620 en élémentaires. La ville concentre de nombreux établissements scolaires :
Écoles maternelles et élémentaires :
- Groupe scolaire Galilée (GS1), dans le quartier des Roches.
- Groupe scolaire Louis-Pasteur (GS3), dans le quartier de Servenoble.
- Groupe scolaire L'Étang (GS4), dans le quartier de Servenoble.
- Groupe scolaire Le Mas de la Raz (GS8), dans le quartier Le Mas de la Raz.
- Groupe scolaire Jules-Ferry (GS12), dans le quartier des Fougères.
- Groupe scolaire Le Ruisseau (GS13), dans le quartier Saint-Bonnet.
- Groupe scolaire Christophe-Colomb (GS18), dans le quartier Les Fougères, école élémentaire uniquement.
- Groupe scolaire Les Armières (GS6), dans le quartier des Armières.
- Groupe scolaire Buisson Rond (GS10), dans le quartier Saint-Bonnet.
- Groupe scolaire Les Quatre Vents (GS22), dans le quartier des Fougères, école maternelle uniquement.

Collèges :
- Collège Louis-Aragon, dans le quartier des Roches (classé en ZEP).
- Collège René-Cassin, dans le quartier des Fougères (situé en ZUS).
- Collège Sonia-Delaunay, dans le quartier de Servenoble.

Lycée :
Le lycée Léonard-de-Vinci (situé en ZUS) a été créé à la naissance de la Ville nouvelle de L'Isle-d'Abeau en 1977. Il a été voulu comme un lycée expérimental afin d'accompagner le développement de cette nouvelle cité. Ce lycée a gardé de ses débuts un esprit pionnier, une spécialisation dans les technologies avancées. Il compte des classes de seconde générale à la terminale (baccalauréat S, ES, L, STG), ainsi que des filières de baccalauréat professionnel vente, accueil relation clients et usagers et un CAP Employé de commerce multi spécialités (ECMS).
En 2016, le taux de réussite au bac au lycée Léonard-de-Vinci est de 92 % pour les séries générales et technologiques et de 67 % pour les séries professionnelles.
Enseignements post-bac :
Différents secteurs d'enseignement supérieur sont proposés au lycée Léonard-de-Vinci, avec la licence professionnelle Design de produits et packaging, un BTS Design de produits, un BTS Design graphique option B (Communication et Médias Numériques), un BTS audiovisuel avec ses 5 options.
Les Grands Ateliers: pôle d'Enseignement de recherche et d'expérimentation de la construction. Cet établissement a été fondé grâce aux partenariats entre plusieurs grandes écoles d'art et de design, les étudiants viennent de régions très diverses.
La Chambre de commerce et d'industrie (CCI) du Nord-Isère: Les CCI sont le deuxième formateur après l'Éducation nationale. Les formations initiales et l'alternance permettent aux étudiants et stagiaires d'acquérir compétences et employabilité dans des domaines aussi divers que le management, la gestion, la logistique, etc.
Autres formations :
Depuis septembre 2017, Villefontaine dispose d'une Maison des Compagnons du Devoir et du Tour de France. Elle regroupe un centre de formation ainsi qu'une centaine de logements.

### Santé
Villefontaine compte une quinzaine de médecins généralistes, une demi-douzaine de dentistes, autant de kinésithérapeutes et de pharmacies. D'autres spécialités sont représentées comme l'acuponcture, l'orthophonie, la psychiatrie... Un cabinet de radiologie et d'infirmières ainsi qu'un laboratoire d'analyses se situent également sur la commune.
Un hôpital de jour est également présent. Il est situé dans le centre Simone Signoret. Son déménagement est prévu au printemps 2018 dans un nouveau bâtiment, qui accueillera aussi des activités de l'établissement de santé mentale des Portes de l'Isère.
Le centre hospitalier le plus proche se situe à 10 km, au Médipôle de Bourgoin-Jallieu, lequel dispose d'un service des urgences et d'un service mobile d'urgence et de réanimation.
Une clinique vétérinaire est installée en centre-ville. Elle comprend douze vétérinaires et autant d'assistants. Elle assure les urgences 24h/24 toute l'année.

### Manifestations culturelles et festivités
Villefontaine propose de manière régulière les manifestations et festivités suivantes:
- Fête de la vie associative (Parc du Vellein)
- Les Rencontres Chorales du Nord-Isère (Biennale)
- Projections en plein air l'été
- Salon du livre
- Fête du 8 décembre
- Marché de Noël

### Vie associative
Villefontaine accueille 235 sièges ou antennes d'associations en 2017,. Un quart d'entre elles sont des associations sportives (57), couvrant la plupart des disciplines. Un autre quart a pour but la culture (56), dont l'association "Chorales en Chœur" qui fédère plusieurs dizaines de chorales de tout le nord du département de l'Isère. 22 %, soit 52 associations, œuvrent dans la solidarité. Parmi elles, des associations à portée nationale ou internationale, comme ATD Quart Monde, les Restos du cœur, les Bouchons de l'Espoir ou l'UMIJ (Union Mutualiste pour l'insertion et l'habitat des jeunes). Les associations reconnues d'utilité publique comme la Croix-Rouge française et la Fédération française de sauvetage et de secourisme des Portes de l'Isère sont également présentes, et siègent dans le centre commercial des Roches. Les associations syndicales de copropriétaires représentent 12 % du total ; la scolarité et la formation, 6 % et l'économie, 2 %. L'association pour le maintien d'une agriculture paysanne (AMAP) fait partie des 2 % d'associations dont l'environnement est l'objet. Enfin, 8 % d'associations sont classées « diverses » par la municipalité.

### Sports
Villefontaine regorge d'équipements sportifs variés pour accueillir une multitude de sports différents, comme, : trois stades, quatre gymnases, une piscine, deux terrains de boules, des terrains de beach-volley, le centre tennistique Marcel Bernard, un bike park, un terrain de baseball, un skatepark et un terrain de tir à l'arc.

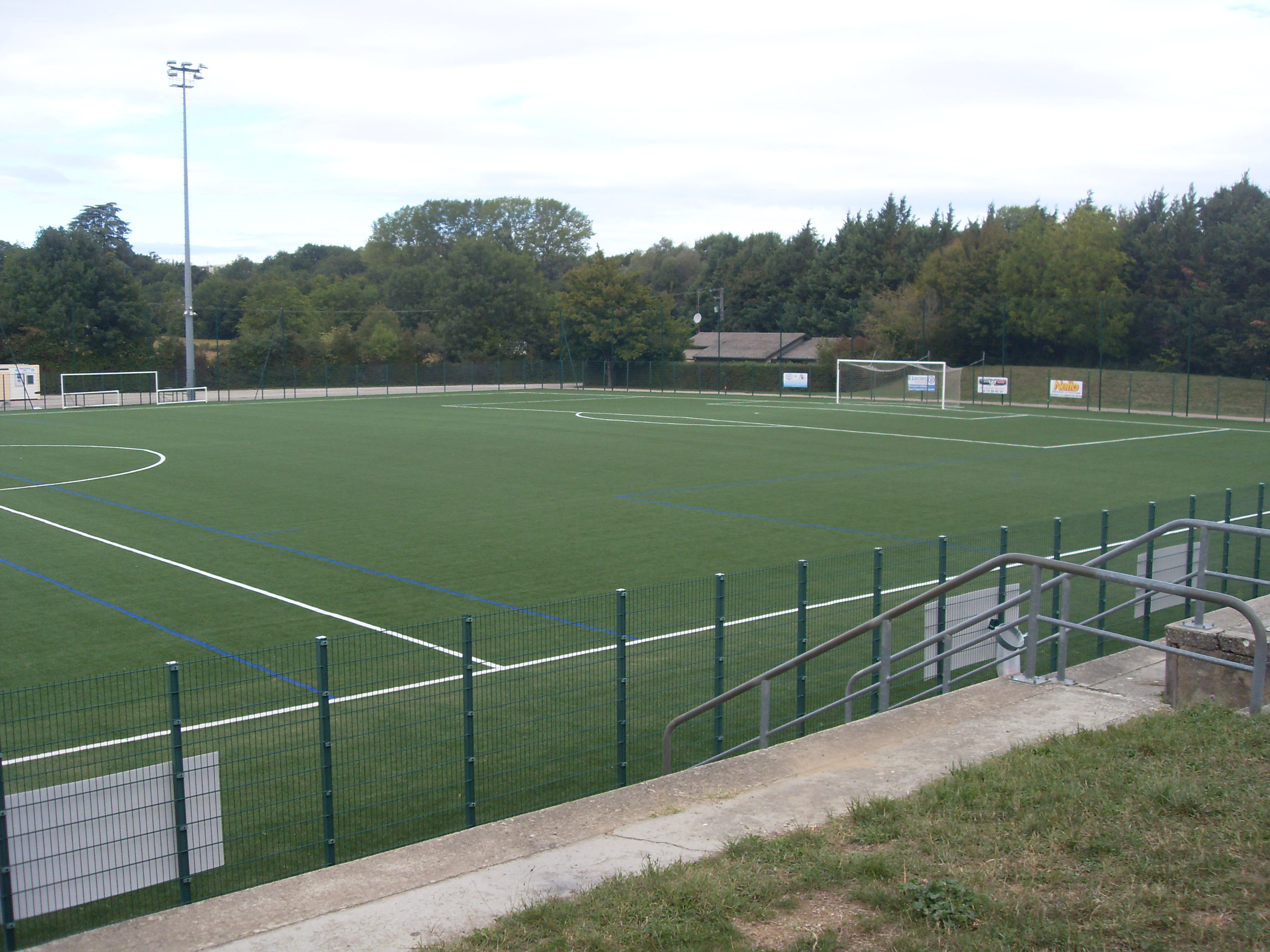
Stade de la Prairie
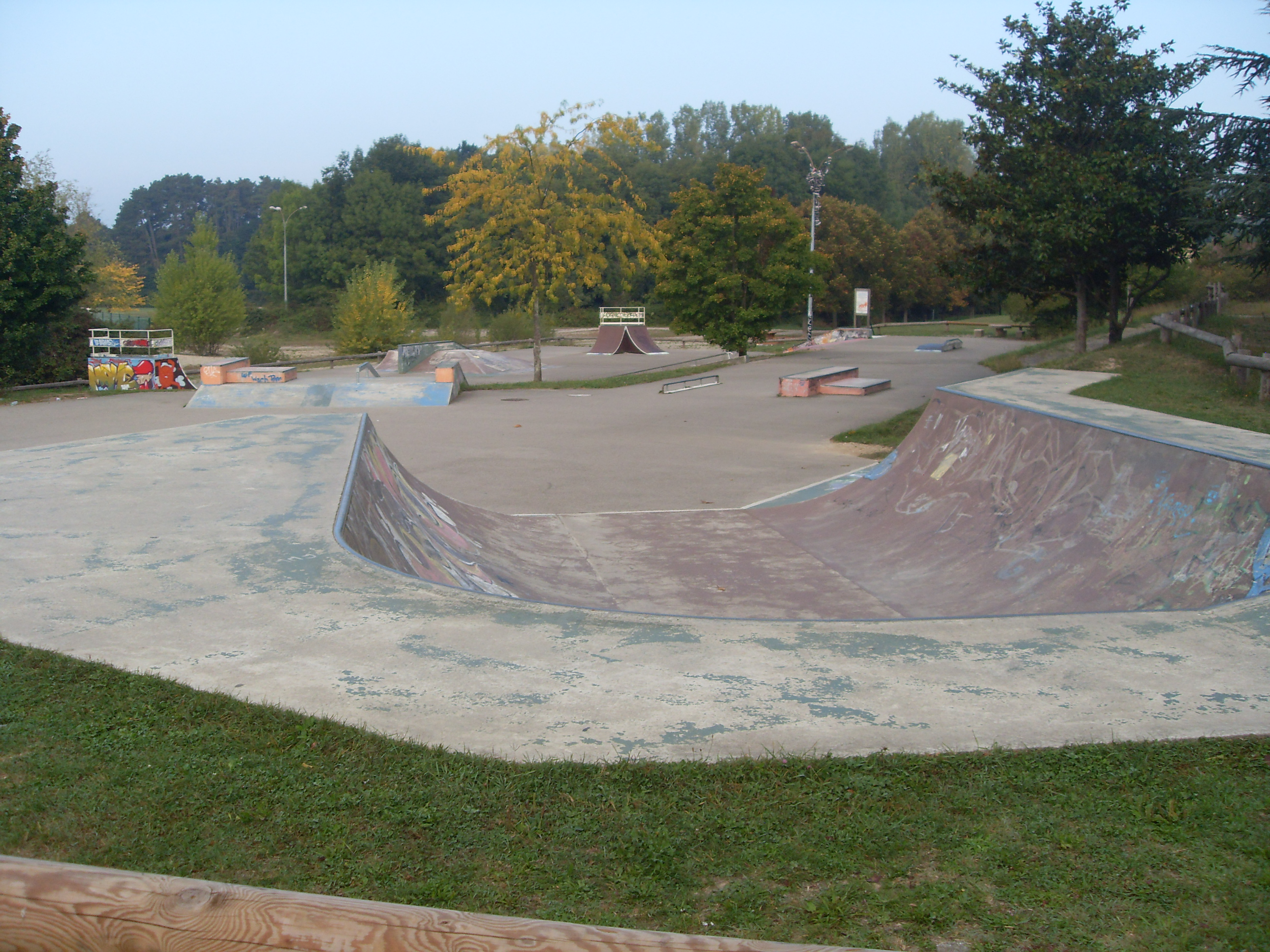
Skate Park
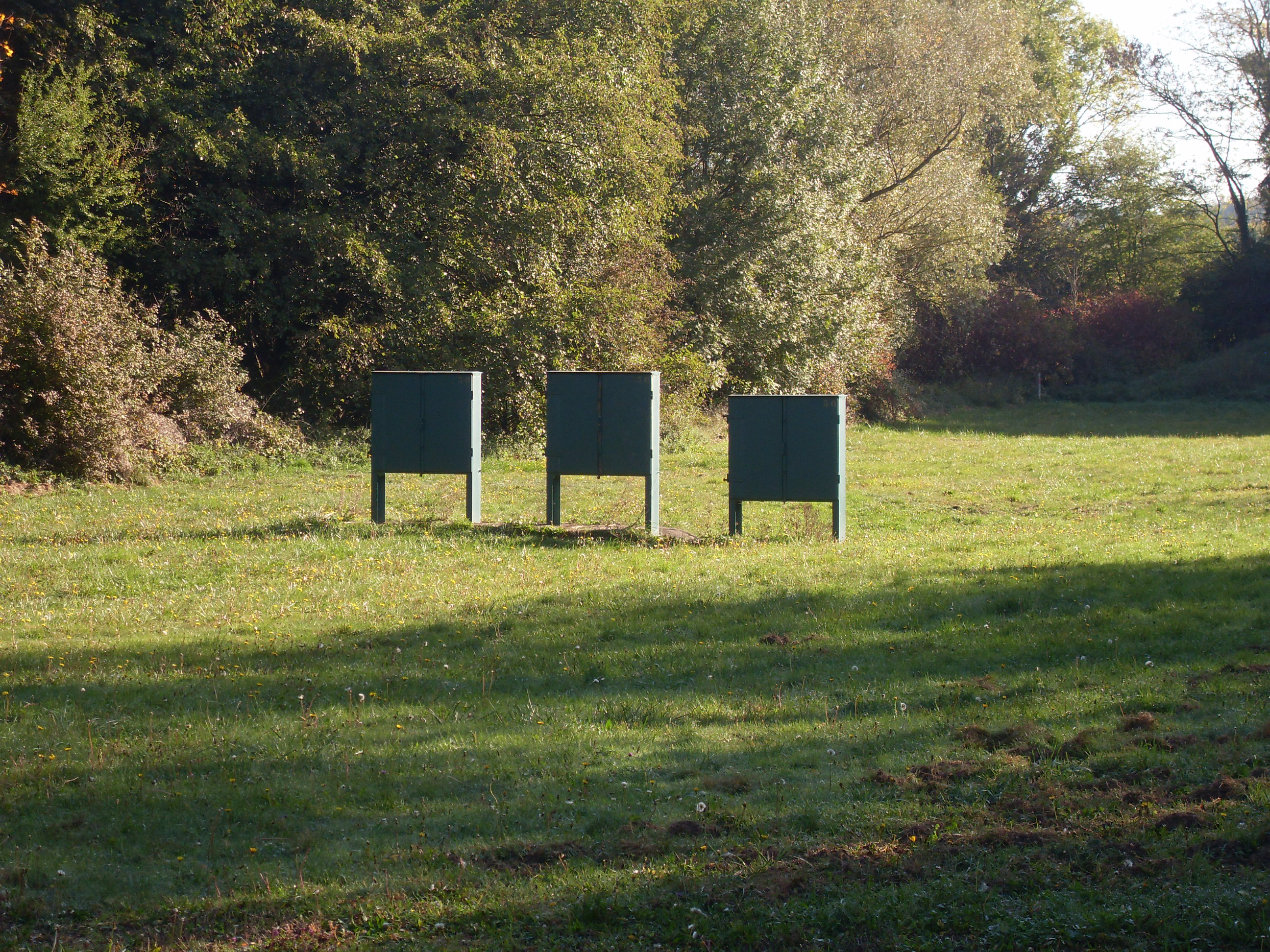
Terrain de tir à l'arc

La ville possède un nombre important d'associations sportives, les activités proposées dans la ville sont diverses. C'est pourquoi chaque année est organisé un forum des associations (début septembre) où la plupart d'entre elles sont réunies.
La commune dispose d'un club de baseball, les Dragons de Villefontaine ou ASVF Baseball Dragons, dont les équipes évoluent au Stade de la Perredière, près de l'étang de Fallavier.
La ville possède aussi un club de volley-ball, l'ASVF Volley Beach-Volley. Le club compte une équipe féminine et deux équipes masculines engagées en championnat FSGT, ainsi qu'une équipe loisirs participant à un championnat avec les clubs des communes voisines.

### Médias
La station de proximité France 3 Alpes est reçue à Villefontaine, ainsi que France 3 Rhône-Alpes.
La commune est couverte par des antennes locales de radios dont Ici Isère (groupe Radio France), Radio ISA, Hot radio, Tonic radio et Couleurs FM (basée à Bourgoin-Jallieu). De par sa proximité avec le Rhône, la plupart des radios lyonnaises peuvent être reçues.
La presse locale est essentiellement écrite par Le Dauphiné libéré, dans son édition de Bourgoin-Jallieu et Nord-Dauphiné. L'information institutionnelle est assurée par plusieurs publications périodiques : le bulletin municipal Vivre Villard, le magazine trimestriel de la communauté d'agglomération Ici l'Agglo et Isère Magazine, mensuel diffusé par le conseil général de l'Isère.
L'accès à internet à très haut débit, via la fibre optique est en cours d'installation depuis mars 2017. Les travaux sur la commune sont prévus jusqu'à fin 2019.

### Cultes

#### Culte catholique
La paroisse Saint-Paul des quatre vents a son siège sur la commune. Elle dépend du diocèse de Grenoble-Vienne et de l'archidiocèse de Lyon. Dans le quartier du village se situe l'église Saint-Martin, du XVIIIe siècle. Cependant, certaines célébrations ont lieu au Centre paroissial Saint-Paul (anciennement centre œcuménique), dans le quartier de Saint-Bonnet. Deux cimetières sont présents, un à proximité de l'église et un plus récent inauguré en octobre 2017, au sud-ouest de la commune.
Villefontaine est un lieu de mission de la Communauté du Chemin Neuf.

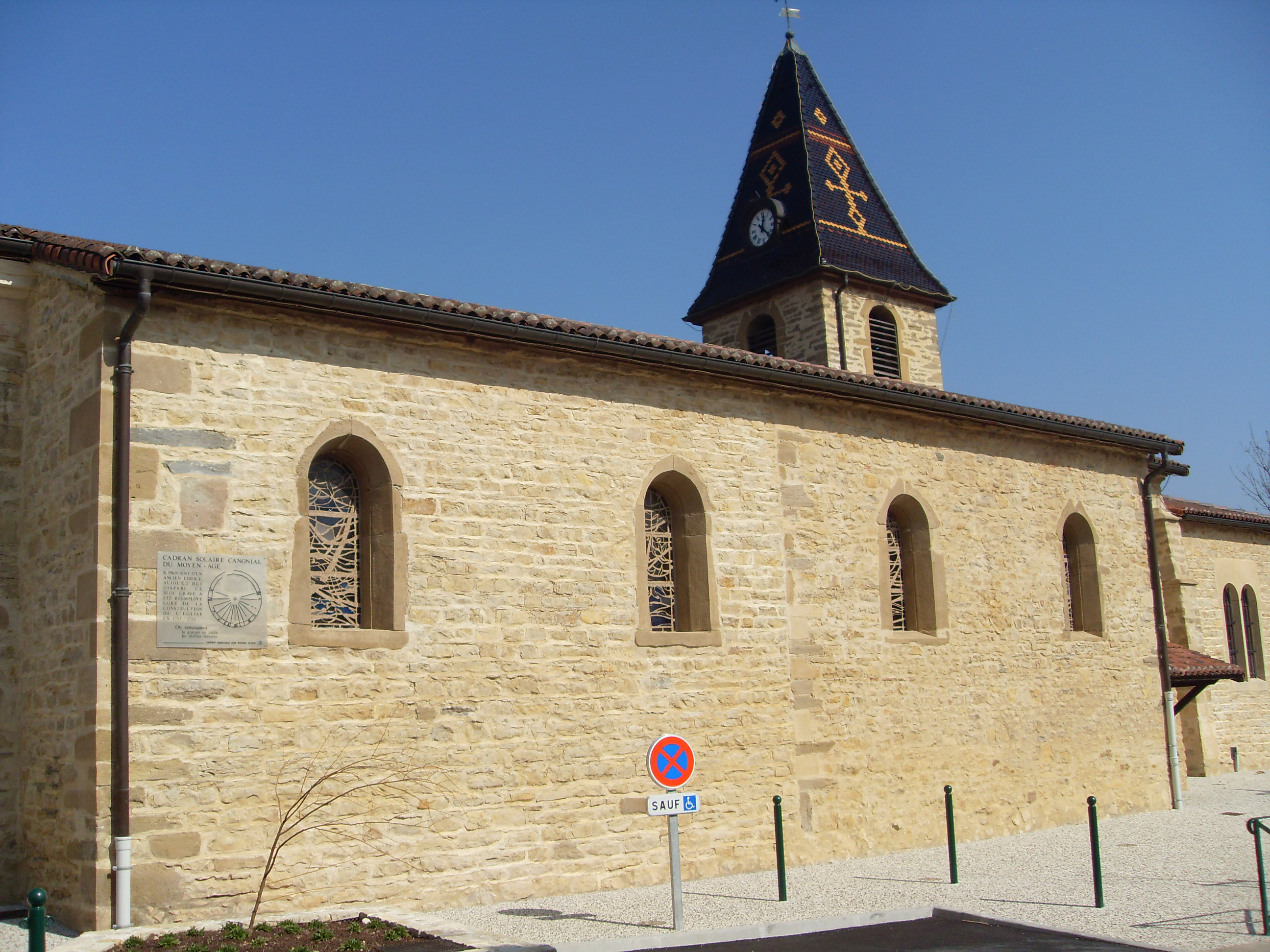
Église Saint-Martin.
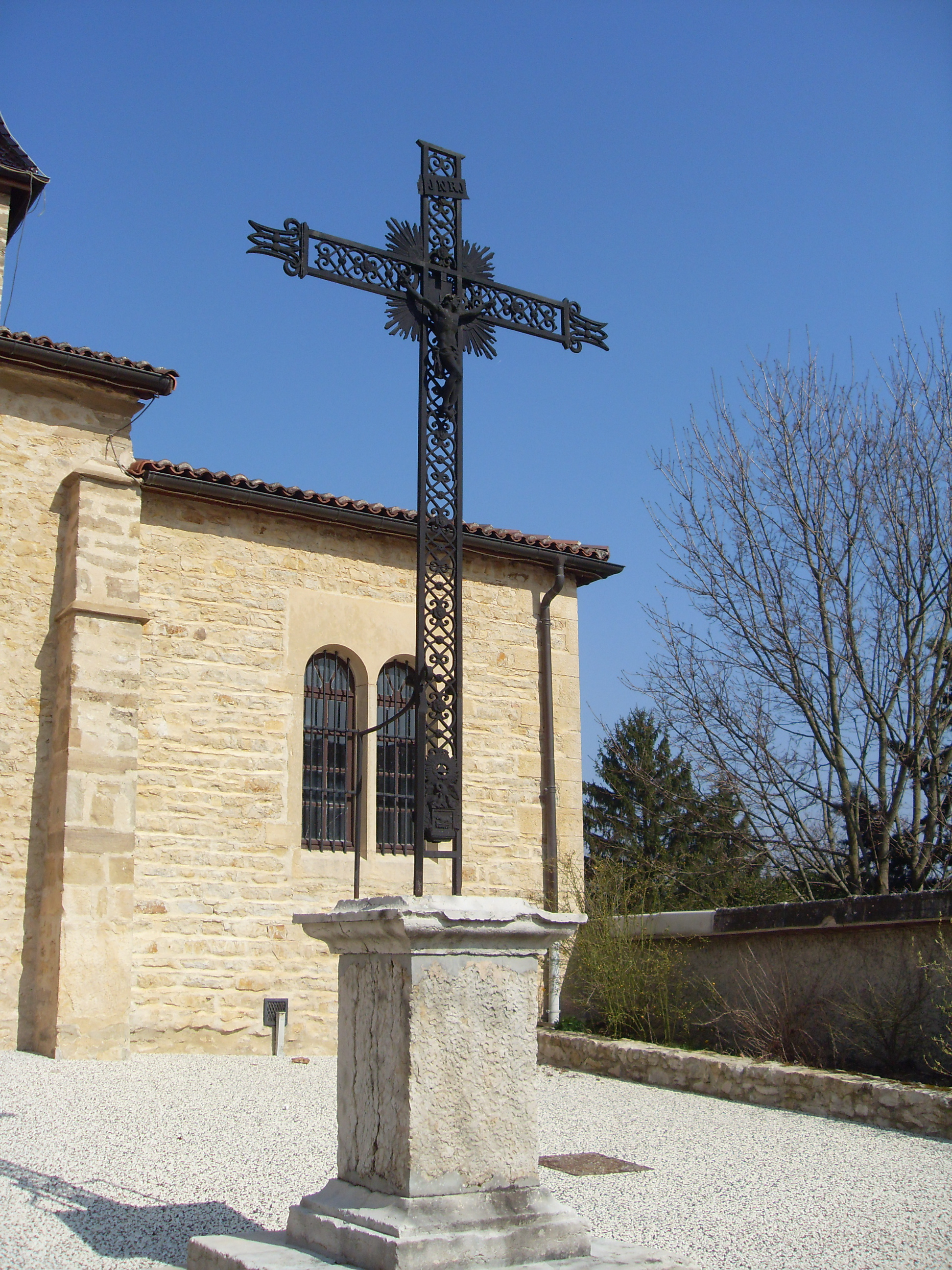

#### Culte Musulman
La mosquée Dar Essalam est implantée dans le quartier des Roches depuis juillet 2012. De par sa taille, il s'agit de la deuxième plus grande mosquée de l'Isère, après celle d'Échirolles.

#### Autres cultes
une église protestante évangélique est implantée non loin du théâtre du Vellein et de l'étang de Fallavier depuis 1985.
Les Témoins de Jéhovah disposent d'un local à Villefontaine, rue Benoît Frachon.

## Économie

### Revenus de la population et fiscalité
Comparaison des indicateurs de revenus et fiscalité à Villefontaine et dans l'ensemble de l'Isère en 2013, :
|                                                                             | Villefontaine | Isère  | variation |
| --------------------------------------------------------------------------- | ------------- | ------ | --------- |
| Revenu net déclaré par foyer fiscal (en €)                                  | 17 448        | 21 213 | - 17,7 %  |
| Part des foyers fiscaux imposables sur l'ensemble des foyers fiscaux (en %) | 46.2          | 61.5   | - 24,9 %  |

Villefontaine est la commune iséroise dont le taux de pauvreté est le plus élevé. Il est de 21 %, pour une moyenne départementale de 11 %.

### Emploi
Le taux de chômage des 15-64 ans en 2014 est de 19,2 %, contre 14 % au niveau national.
En 2015, la population active se répartit comme suit : Part de l'agriculture: 0,2 %; Industrie: 3,3 %, Construction: 10,8 %, Commerce, transports et services divers: 65,4 % et administration publique, enseignement, santé et action sociale: 20,3 %.
| Répartition de la population active (en %) Villefontaine - Agriculture (0,2 %) - Industrie (3,3 %) - Construction (10,8 %) - Commerce, transports et services (65,4 %) - Administration publique, enseignement, santé et action sociale (20,3 %) | Répartition de la population active (en %) France - Agriculture (6 %) - Industrie (5,3 %) - Construction (10,1 %) - Commerce, transports et services (64,8 %) - Administration publique, enseignement, santé et action sociale (13,8 %) |

### Entreprises et commerces

#### Agriculture
L'agriculture est très peu représentée à Villefontaine avec, en 2015, 2 exploitations agricoles ayant leur siège dans la commune, contre 4 en 1988. Entre 1988 et 2000, la surface agricole utile est passée de 117 hectares à 16 hectares, à la suite de l'urbanisation de la ville.

#### Zones d'activités
Quatre zones d'activités économiques sont recensées:
La zone artisanale de la Cruizille, re-qualifiée en 2017 en "zone d’activités économiques", est située dans le quartier du Mas de la Raz et s'étend sur 18 hectares. 700 emplois y sont concentrés, dont des concessions automobile, les services techniques municipaux, d'eau et la gendarmerie.
La zone d’activité des Muissiats de 43 hectares, au nord de la ville, poursuit son extension vers l'est. Un centre de compétences de Hewlett-Packard y est installé depuis 1987, comprenant notamment un datacenter.
Le parc technologique, partagé avec la commune de Vaulx-Milieu, est bordé par l'autoroute A43 et la route départementale 1006. Sur l'ensemble du parc, 90 hectares, 1750 emplois sont présents. Un des quatre sites de la Chambre de commerce et d'industrie Nord-Isère y est implanté, ainsi que des entreprises nationales et internationales à forte notoriété.
Les zones du couvent et du Lemand, sites d'anciennes carrières, sont en pleine mutation. À cheval sur les communes de Villefontaine (17 hectares) et la Verpillière (4 hectares), elles accueillent le chantier du village de marques. La zone du Lemand, d'une surface de 12 hectares comprend le dépôt de bus Ruban, le centre technique de la CAPI, ainsi qu'un hôtel, une mosquée et la déchetterie.

#### Commerces
Une moyenne surface de distribution ainsi que divers commerces sont présents dans le centre-ville (Saint-Bonnet). Les quartiers de Servenoble et des Roches disposent chacun d'centre commercial, mais il est admis que leurs réhabilitations sont nécessaires. De ce fait, ces trois quartiers sont situés en zone de redynamisation urbaine.
Deux marchés hebdomadaires sont installés dans les quartiers de Saint-Bonnet et Les Roches, avec respectivement 100 et 30 étals présents. Chaque 1er samedi du mois, un marché bio est présent dans le quartier du Village.

#### Tissu économique
Le tableau ci-dessous détaille les établissements actifs à Villefontaine par secteur d'activité au regard du nombre de salariés :
|                                                              | Total | %     | 0 salarié | 1 à 9 salariés | 10 à 19 salariés | 20 à 49 salariés | 50 salariés ou plus |
| ------------------------------------------------------------ | ----- | ----- | --------- | -------------- | ---------------- | ---------------- | ------------------- |
| Ensemble                                                     | 946   | 100,0 | 693       | 181            | 42               | 21               | 9                   |
| Agriculture, sylviculture et pêche                           | 2     | 0,2   | 2         | 0              | 0                | 0                | 0                   |
| Industrie                                                    | 31    | 3,3   | 22        | 5              | 2                | 1                | 1                   |
| Construction                                                 | 102   | 10,8  | 76        | 23             | 3                | 0                | 0                   |
| Commerce, transports, services divers                        | 619   | 65,4  | 466       | 120            | 18               | 11               | 4                   |
| dont commerce et réparation automobile                       | 190   | 20,1  | 148       | 33             | 4                | 4                | 1                   |
| Administration publique, enseignement, santé, action sociale | 192   | 20,3  | 127       | 33             | 19               | 9                | 4                   |
| Champ : ensemble des activités.                              |       |       |           |                |                  |                  |                     |

### Tourisme
L'offre touristique de Villefontaine consiste en deux hôtels, de 2 et 4 étoiles, d'une capacité respective de 28 et 189 chambres. Ceci correspond à environ 1.17 chambre pour 100 habitants. À titre de comparaison, au niveau départemental, l'Isère compte environ 0.85 chambre pour 100 habitants.
Villefontaine ne dispose pas de camping, ni de chambre d’hôtes et/ou Gîtes de France. Ces types d'hébergements de situent dans les communes alentour, à Saint-Alban-de-Roche, Panossas ou Saint-Georges-d'Espéranche.

## Culture locale et patrimoine

### Lieux et monuments

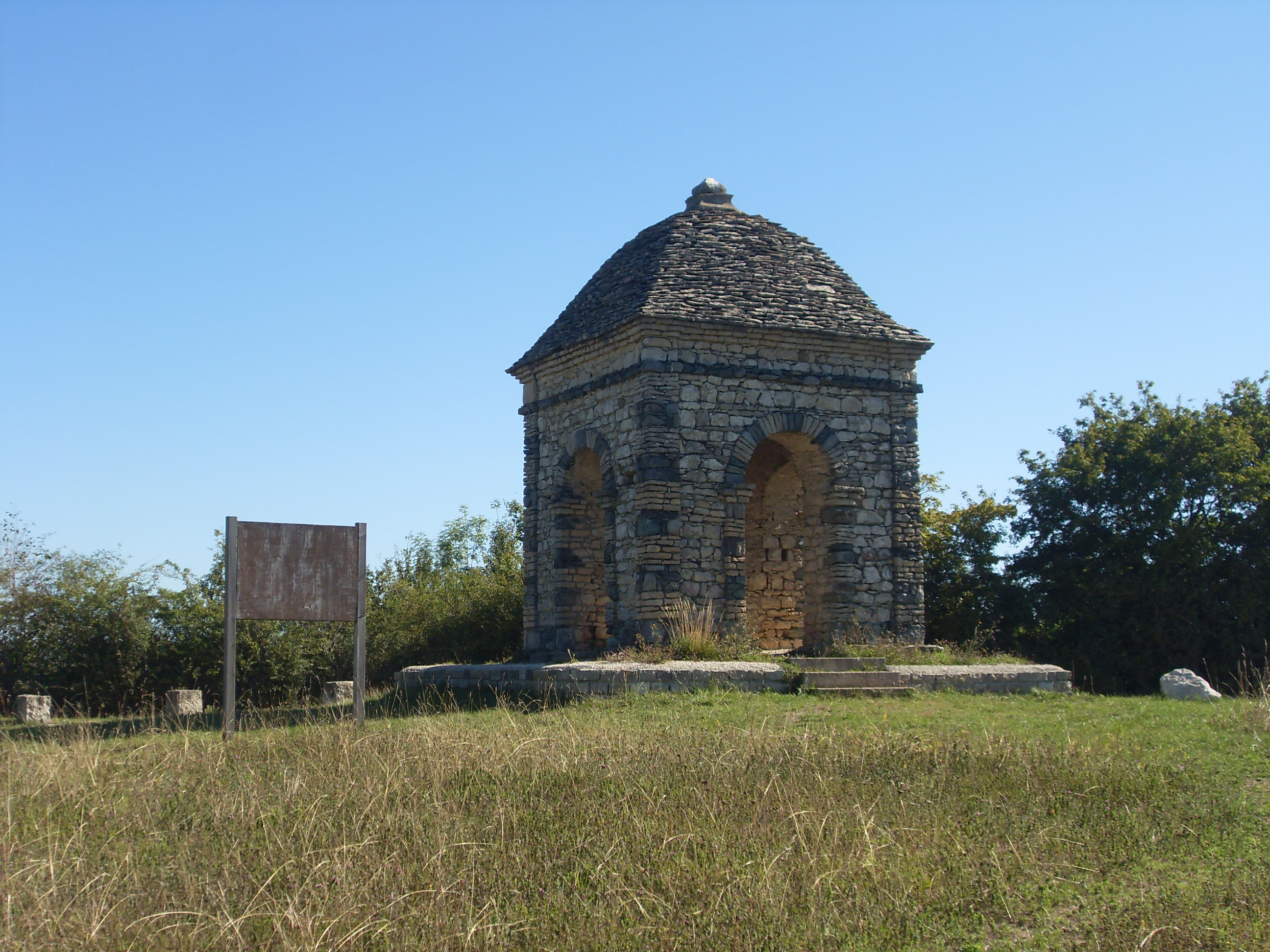
Le Pavillon des Quatre Vents, en haut du quartier des Fougères.

Bien que son essor commence au milieu des années 1970, Villefontaine a une histoire de plusieurs siècles, comme en témoignent les lieux et monuments historiques de son territoire:
Le Pavillon des Quatre Vents, labellisé Patrimoine en Isère, était originellement sur la commune de Roche, à la frontière avec Vaulx-Milieu. Depuis 1983, ce monument est situé sur Villefontaine, dans le quartier de Fougères.
Le Domaine de la Terre ou Village Terre, créé en 1985, est un exemple d'ensemble architectural contemporain formé de constructions en pisé (terre crue). Le projet, réalisé par l'OPAC, l'Établissement Public d’Aménagement de la Ville Nouvelle et le Centre de recherche et d’Application Terre (CRATerre, aujourd'hui un laboratoire de recherche lié à l’école nationale supérieure d'architecture de Grenoble) avait une dimension de promotion d'une recherche architecturale et technique liée à ce mode de construction. Composé de 65 logements HLM, l'ensemble comporte 45 % de logements en pisé, 45 % en blocs de terre comprimée et 10 % en terre paille. Cette réalisation est classée depuis 2008 parmi les 45 trésors du développement durable de la Région Rhône-Alpes,.

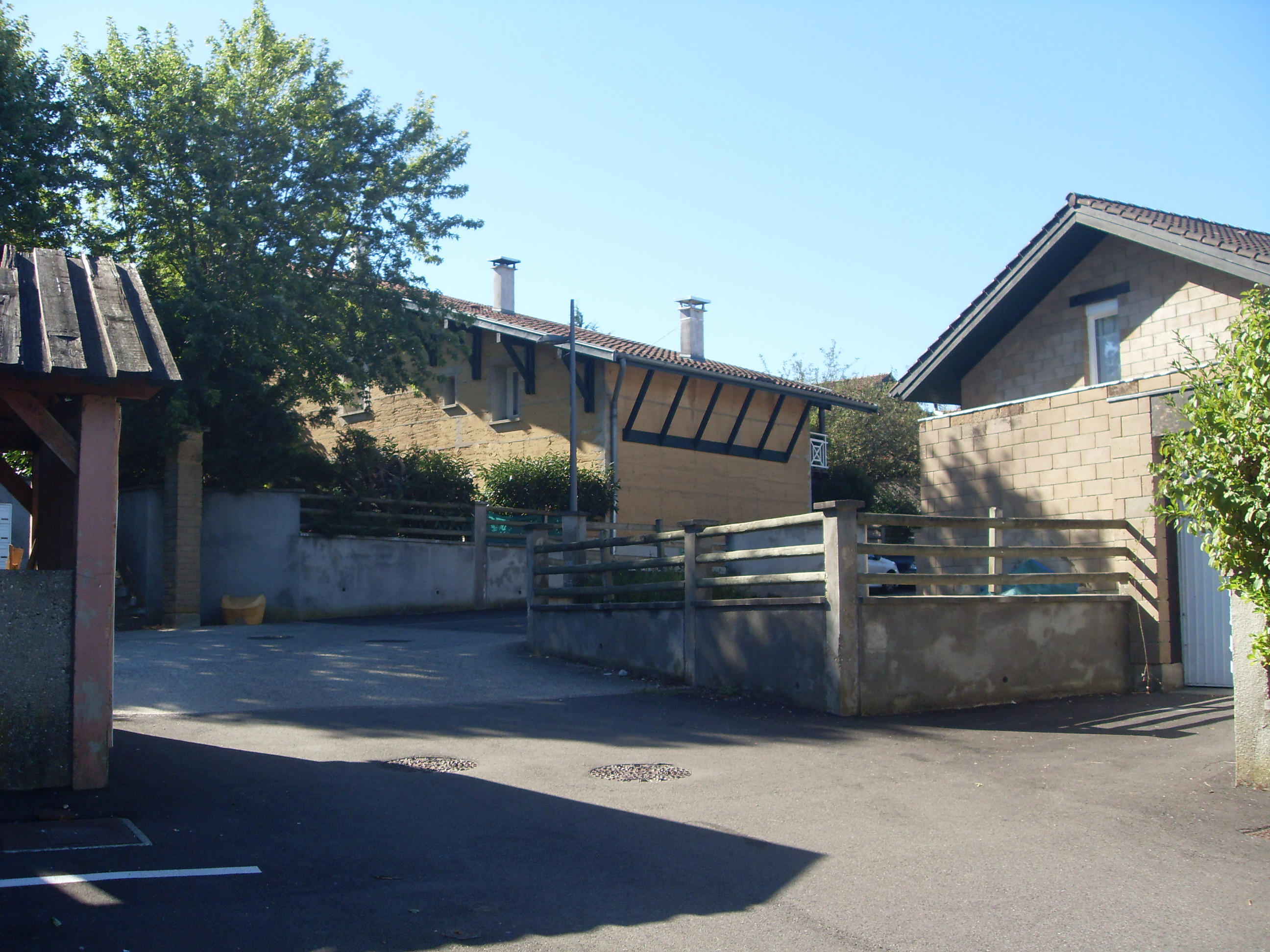
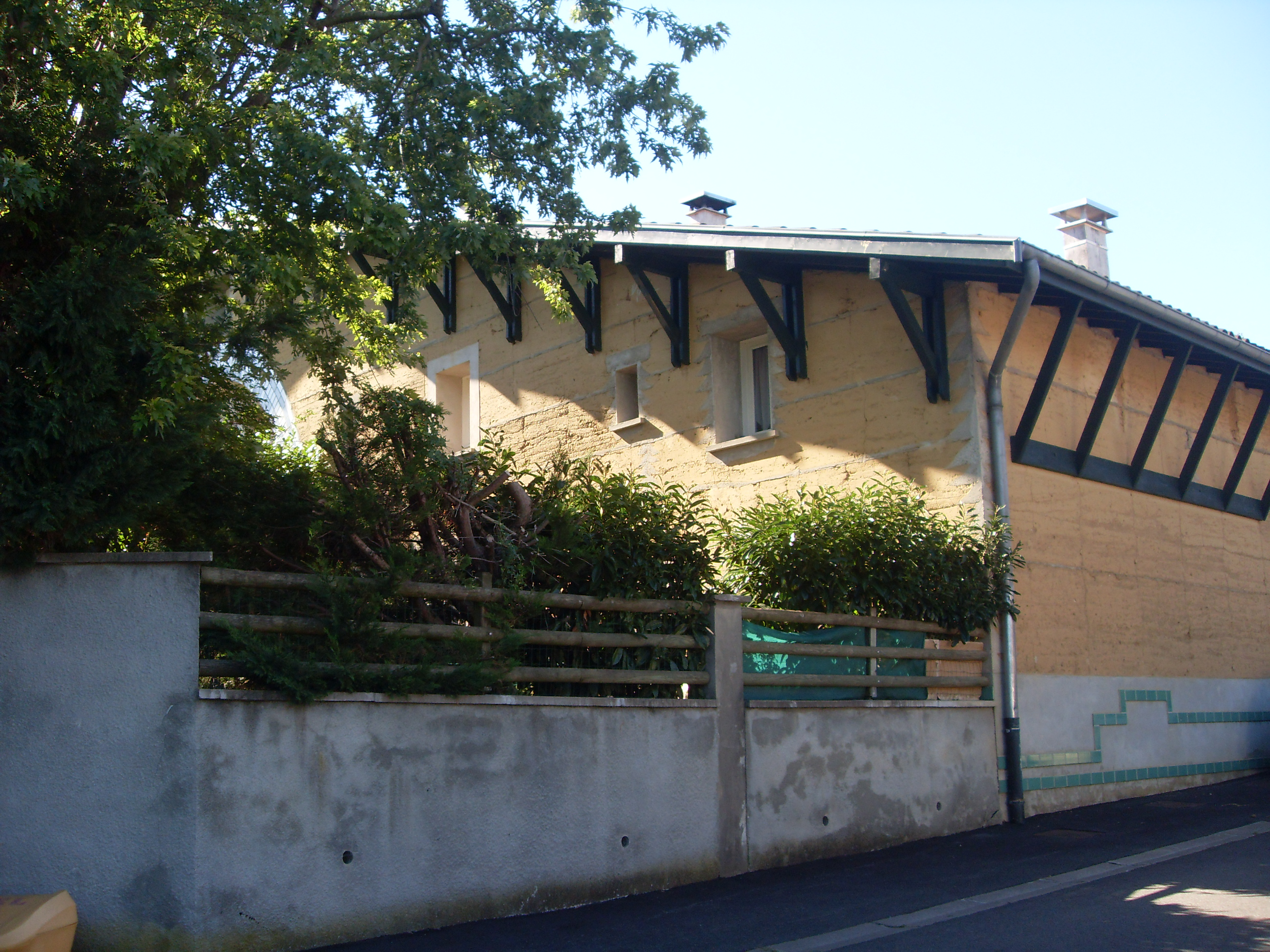
Le Domaine de la Terre.
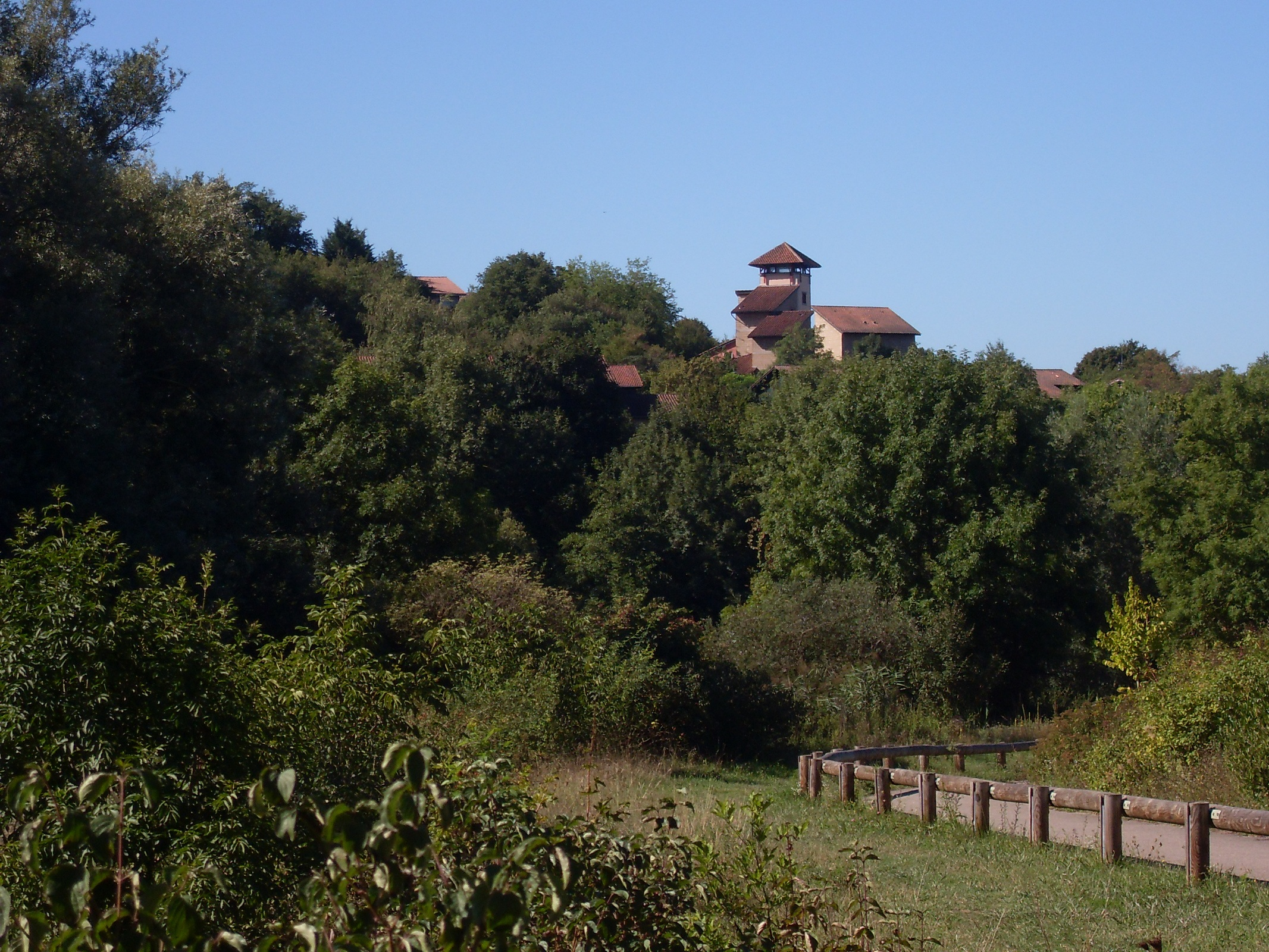

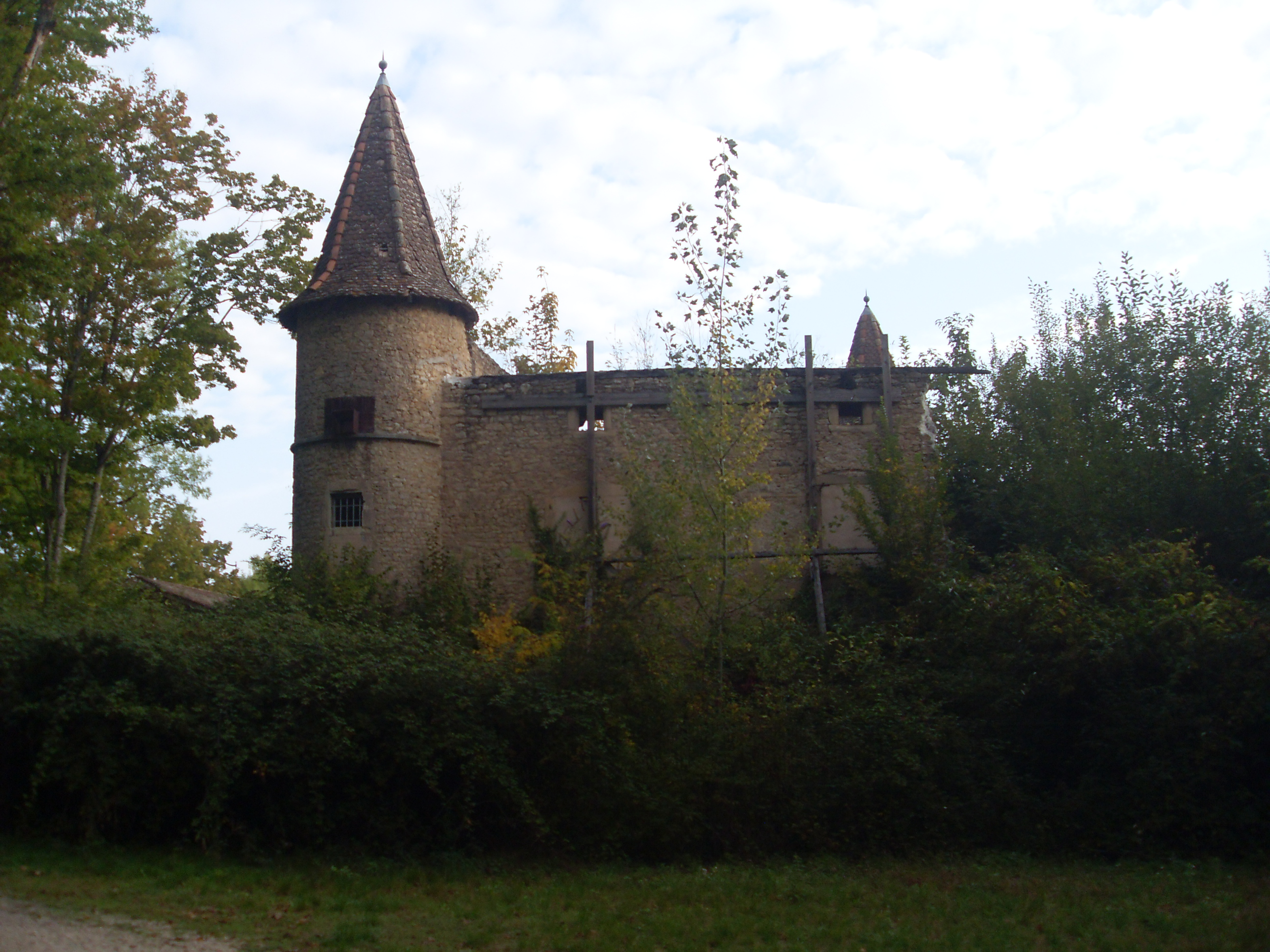
Le château du Vellein.

Le château du Vellein, originellement du XVIe ou XVIIe siècle était une propriété privée appartenant à la famille éponyme. Sa forme actuelle date de 1730-1750; Joseph de Velleins le possédait alors. Deux siècles plus tard, n'ayant plus de successeurs, le château est vendu dans le cadre de la construction de la ville nouvelle. Mais laissé à l'abandon et sans entretien, il est en proie aux pilleurs. À la suite d'un incendie, il est actuellement à l'état de ruines et n'a plus de toiture. Quatre salles municipales ont été aménagées dans les anciennes dépendances du château. Il s'agit des salles Didier Latimier, Sadi Desquesnes, Pierre Coignard et Daniel Balavoine.
L'Église Saint-Martin de Villefontaine, du XVIIIe siècle;
Le château du Layet, dont il ne reste que deux arches soutenant une terrasse;
Une ancienne ferme à proximité du château de Vaugelas. Le château lui-même se situe sur la commune de Roche.
Ainsi que sept sites gallo-romains et médiévaux, recensés par le service régional de l'archéologie (DRAC).

### Équipements et patrimoine culturels

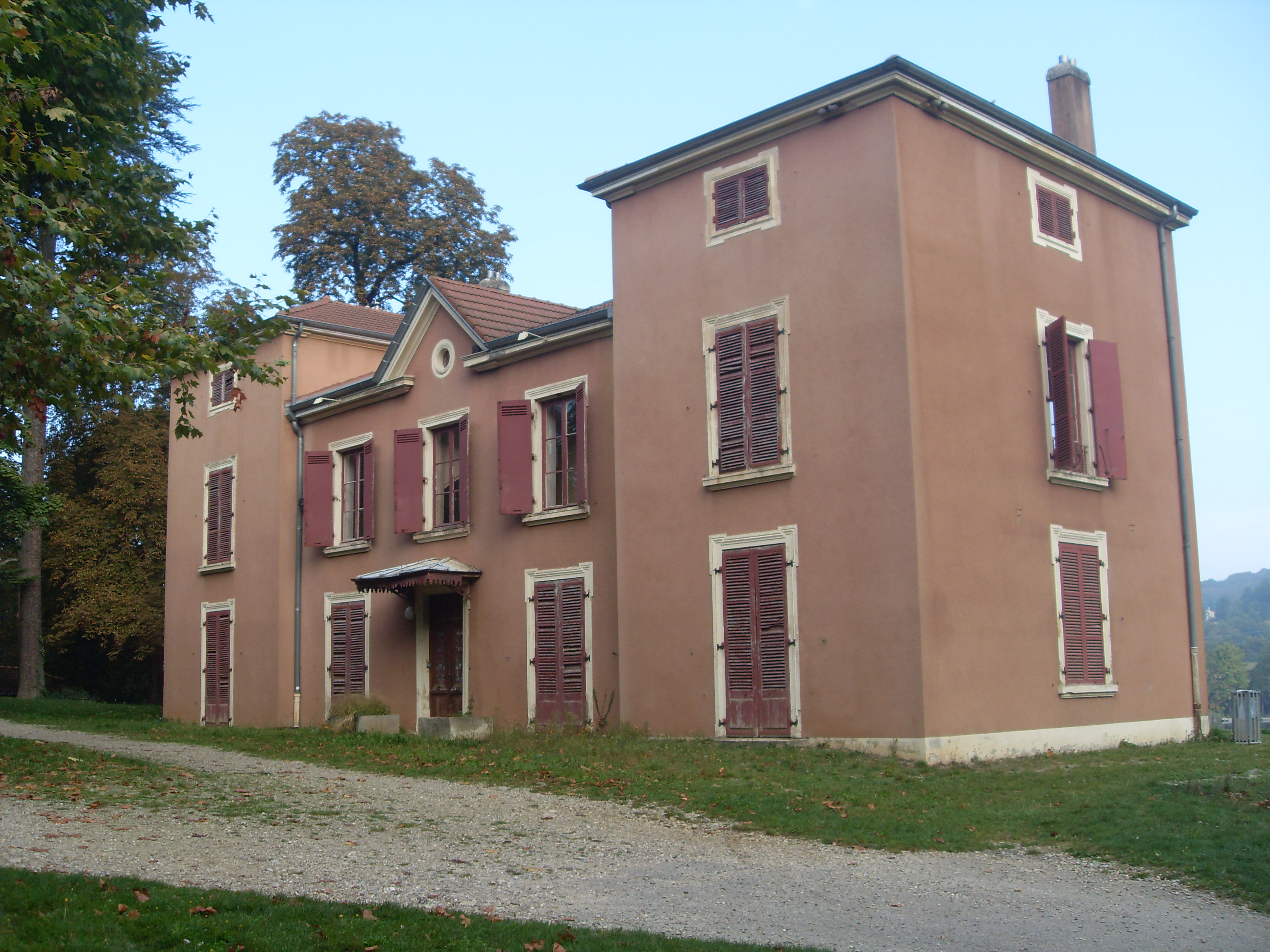
La maison Levrat.

Villefontaine est dotée d'un cinéma, nommé Le Fellini. Ouvert en 1994, il est composé de quatre salles et dispose de 604 places. Ce cinéma d'art et d'essai a été conçu par l'architecte Manuelle Gautrand en 1992.
La commune est aussi dotée d'une salle de spectacle intercommunale, le théâtre du Vellein, qui a obtenu en 2010 le label « Scène régionale Rhône-Alpes » pour la 4e fois.
Un établissement annexe du conservatoire à rayonnement départemental de la communauté d'agglomération, dont le siège est à Bourgoin-Jallieu, est installé dans l'ancienne école de musique, Gui-d'Arrezzo, de la commune.
L'écomusée du Nord-Dauphiné (maison Levrat, rue du Lac) est consacré à la muséographie et à la culture vivante de son entourage. L'établissement a été à l'origine de la publication de plusieurs livres. Il accueille aussi expositions et séances,.
La ville dispose d'une médiathèque dans le quartier de Saint-Bonnet, mais aussi de deux bibliothèques municipales, dans les quartiers des Fougères et des Roches. De nombreuses lectures et rencontres culturelles y sont organisées.

### Zones naturelles protégées

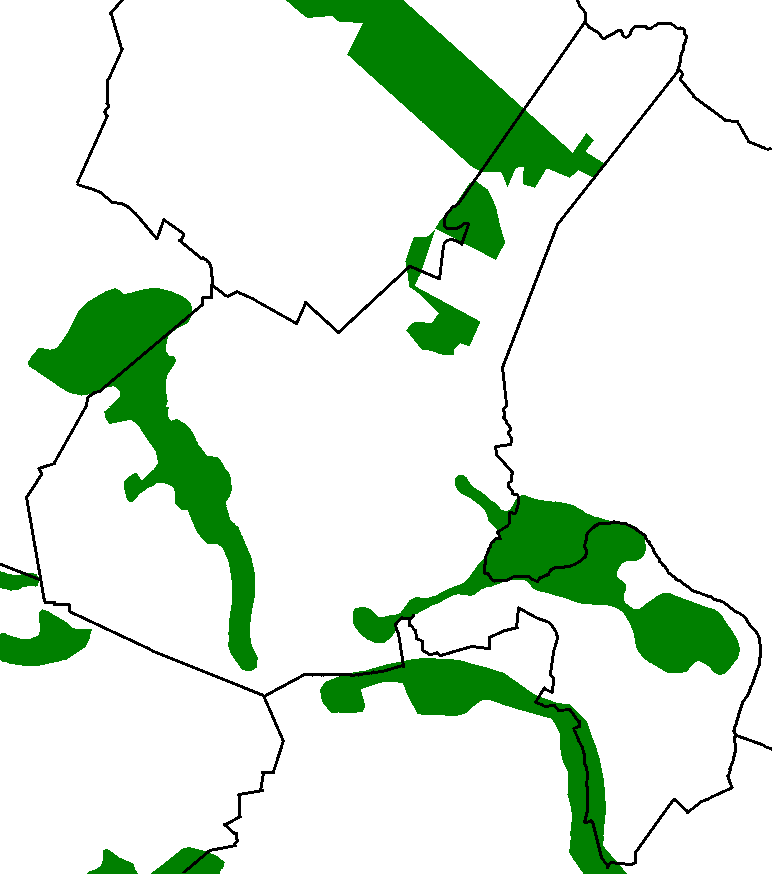
Carte des ZNIEFF de type I et II (en vert) de Villefontaine.

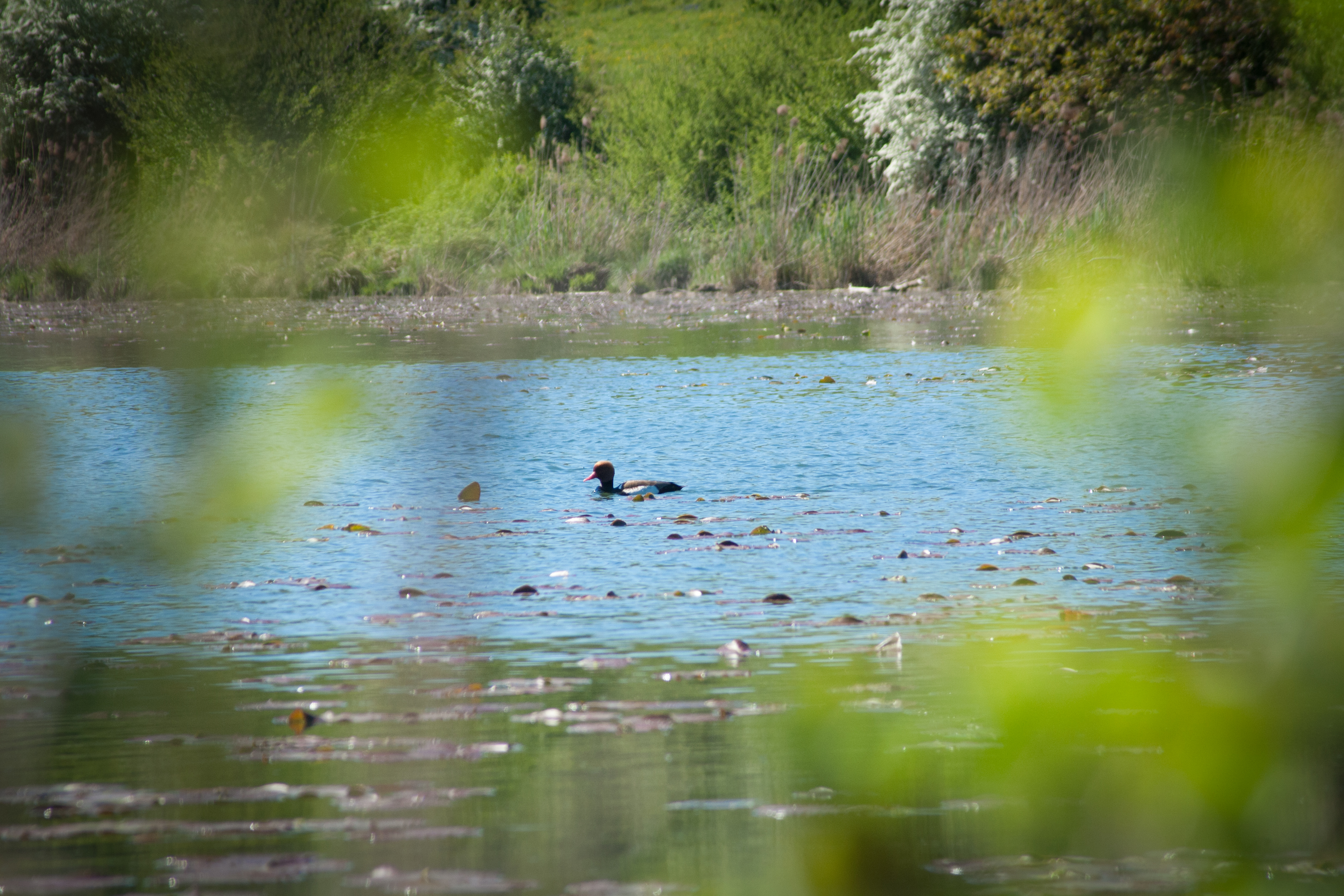
La Réserve naturelle régionale de l'étang de Saint-Bonnet.

La commune abrite tout ou partie de six zones naturelles d'intérêt écologique, faunistique et floristique de type I,:
Les étangs de Saint-Bonnet, Neuf et Vaugelas : Celle-ci comporte la réserve naturelle régionale de l'étang de Saint-Bonnet. Classée en 1987, elle occupe une surface de 51,4 hectares. L'étang Neuf se situe dans le quartier des Fougères. L'étang de Vaugelas se trouve à proximité de deux routes départementales et du quartier de Servenoble. Un circuit de 1,1 kilomètre en fait le tour complet.
L'étang de Fallavier et le vallon du Layet, y compris le parc de Fallavier (ou parc Levrat, du nom de son ancien propriétaire). Situé à proximité de l'étang de Fallavier, ce parc conçu au XIXe siècle est inscrit depuis 1989 au pré-inventaire général du patrimoine culturel, dans la catégorie des jardins remarquables.
Les zones humides reliques de la vallée de la Bourbre;
Le bois de Turirin, le vallon de l’Aillat;
Les anciennes carrières d'Ecorchebœuf;
Le plateau de la ferme Chavant.

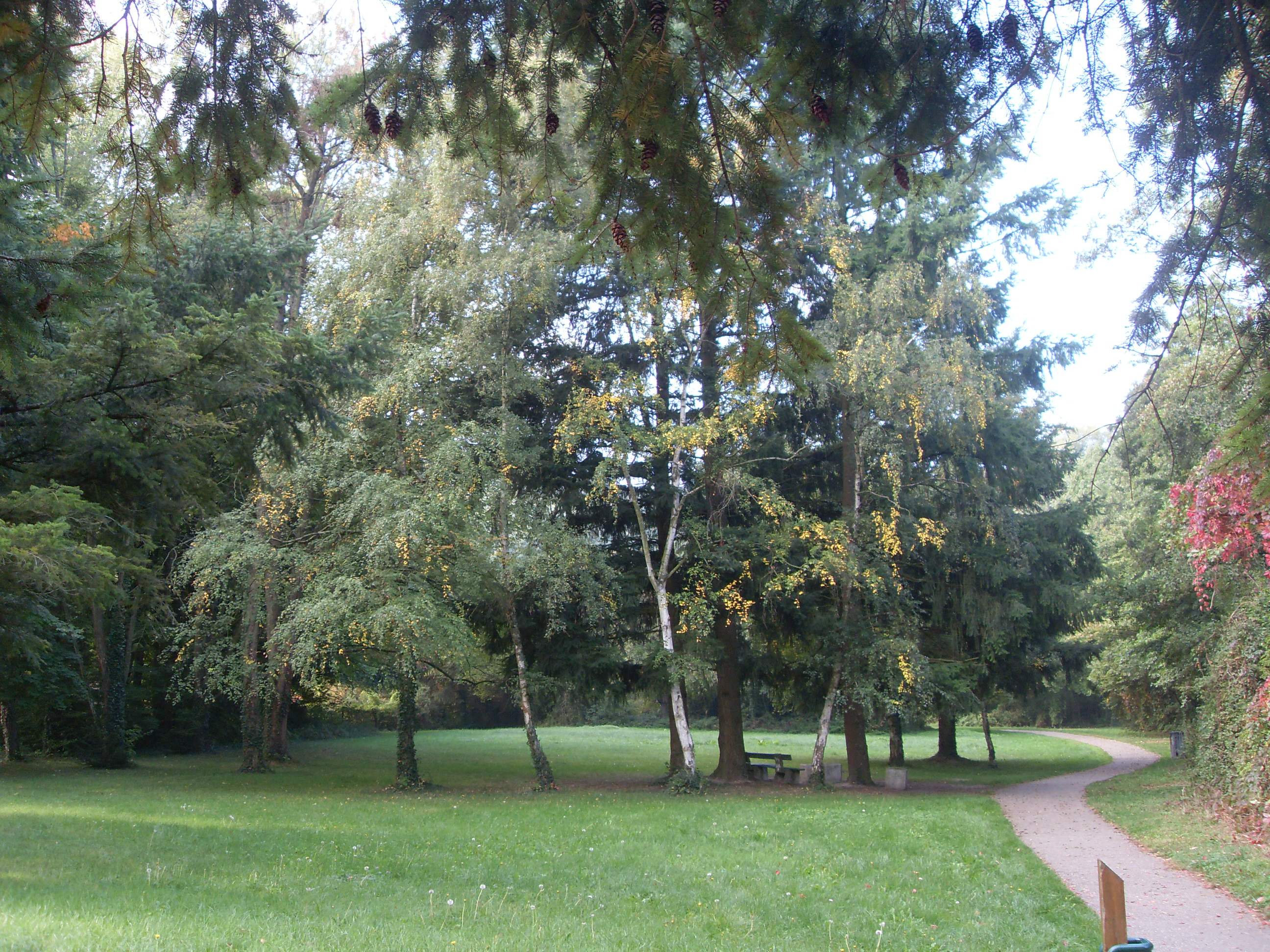
Parc de Vaugelas.
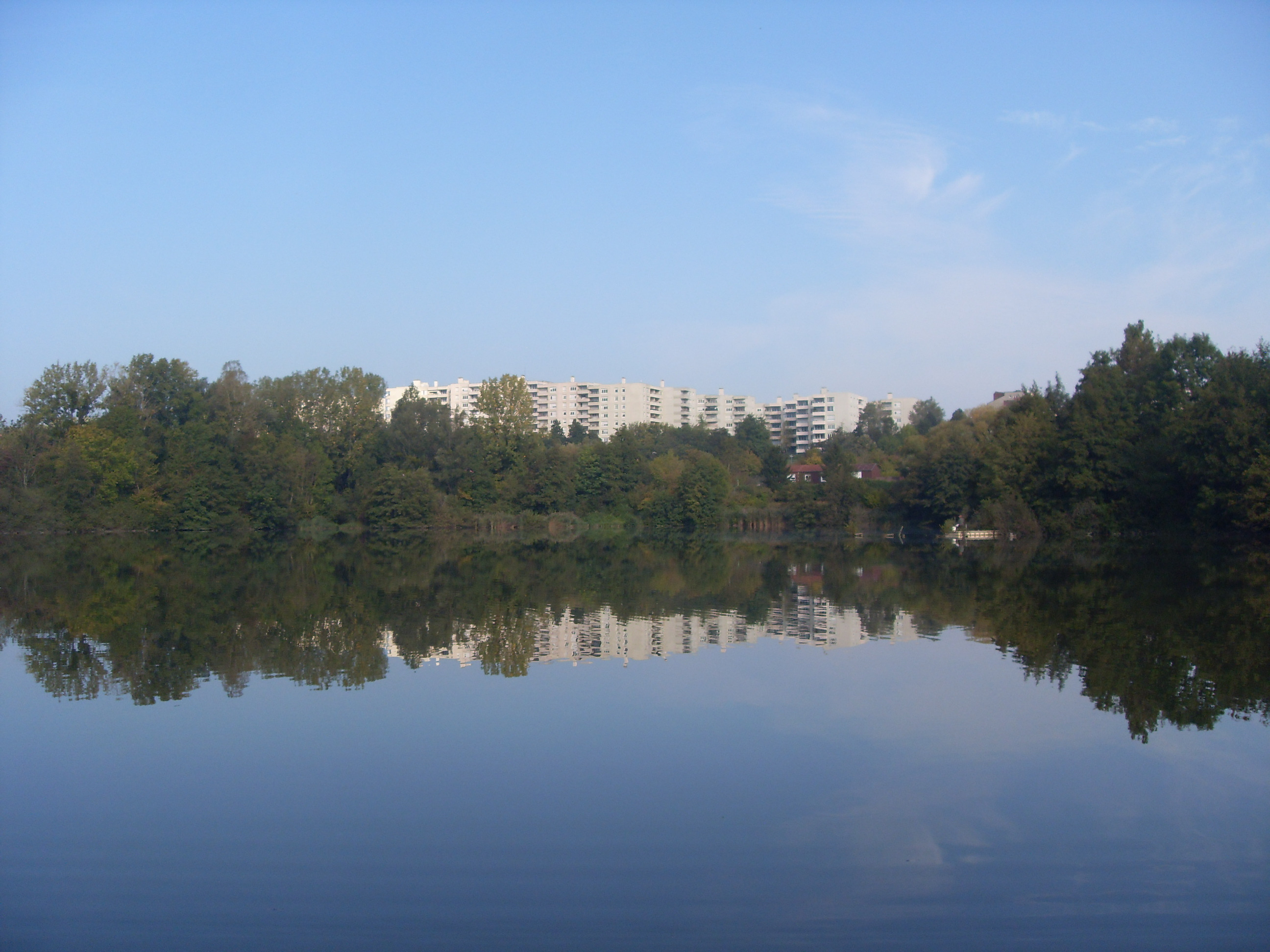
Étang de Vaugelas.
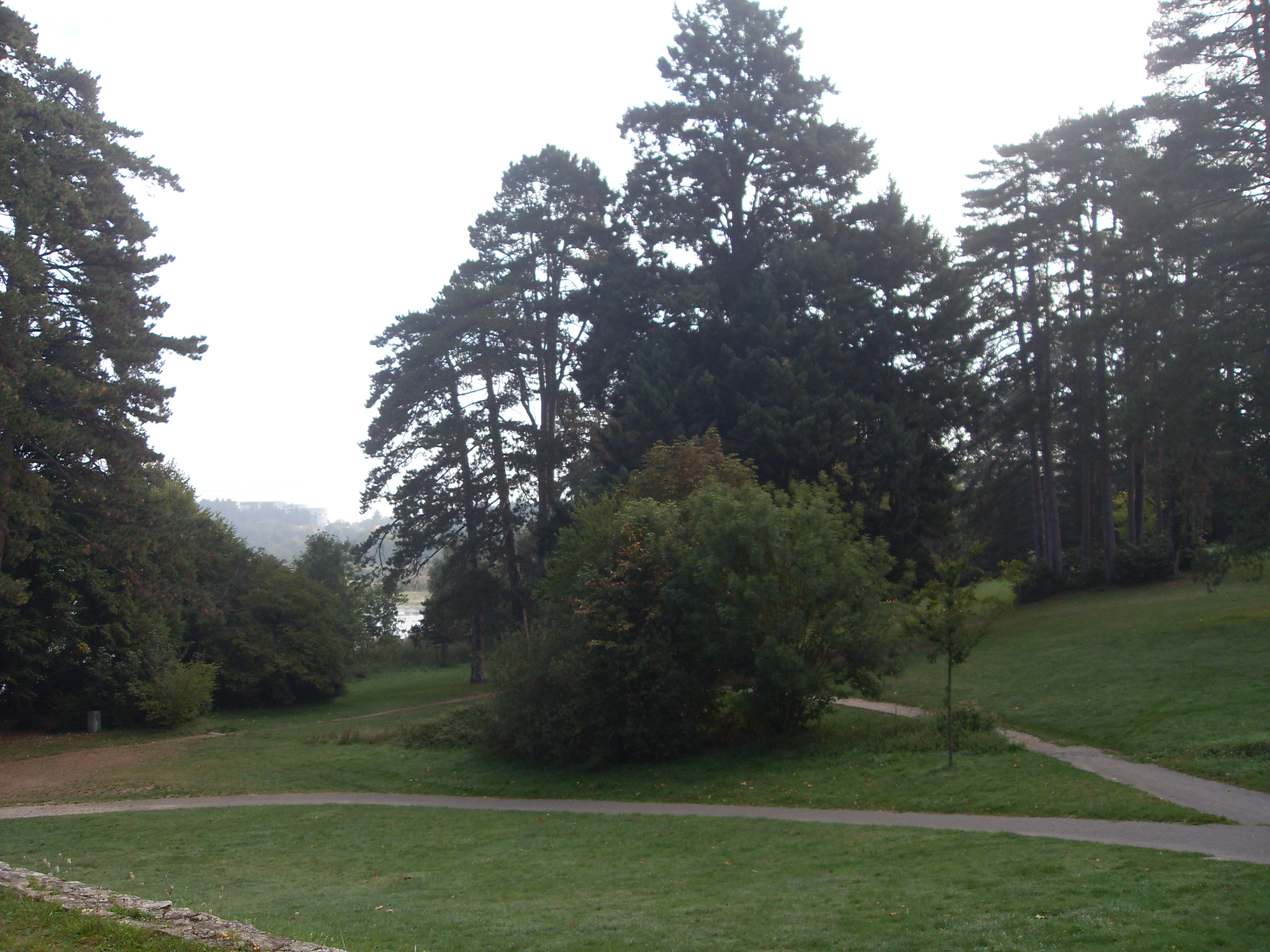
Parc Levrat.

Une zone naturelle d'intérêt écologique, faunistique et floristique de type II est présente. Il s'agit de l'ensemble fonctionnel des vallées de la Bourbre et du Catelan, au nord-est de Villefontaine.
Villefontaine abrite également la zone de protection du patrimoine architectural, urbain et paysager de l’espace naturel de Fallavier.

### Espaces verts et fleurissement
En 2014, la commune de Villefontaine bénéficie du label « ville fleurie » avec « une fleur » attribuée par le Conseil national des villes et villages fleuris de France au concours des villes et villages fleuris. Villefontaine dispose de 125 hectares d'espaces verts.

### Jardinons Ensemble
Jardinons ensemble est un jardin collectif communal. Ce jardin est géré par le centre communal d'action sociale depuis 1998. Depuis le printemps 2012, Jardinons Ensemble est installé sur le site de l’Etang de Vaugelas, sur un terrain de près d’un hectare. Plus de 200 variétés de légumes et de fleurs y sont cultivés selon les règles de l’agriculture biologique, et sont partagés chaque semaine entre les participants.

### Logotype, héraldique et devise

#### Logotype
À la fin de l'année 2010, Villefontaine a souhaité changer son logo, qui datait du début des années 1980. La municipalité a chargé la section BTS Arts Appliqués du lycée Léonard de Vinci d'en créer un nouveau. Sur la vingtaine de propositions, trois ont été soumises au vote des villards. C'est celle de l'étudiante Alys Clément-Rosay qui a été retenue. Ce logo, à dominante verte tend à illustrer que Villefontaine est une commune proche de la nature, et marque une évolution avec ses origines de « ville nouvelle ».

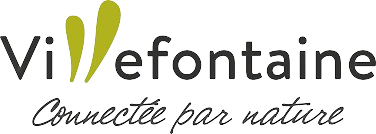
Nouveau logotype de Villefontaine

 Le slogan de Villefontaine est « la Ville qui bouge ».

#### Héraldique
La commune dispose d'un autre logo, en forme de blason, qui reprend les blasons des familles Vellein, Layet et Vaugelas, ainsi que le dauphin de la province du Dauphiné. Cependant, l'utilisation de ce blason/logo et son blasonnement ne sont pas précisés.
|  | Villefontaine possède des armoiries dont l'origine et le blasonnement exact ne sont pas disponibles. |

### Personnalités liées à Villefontaine
- David Vallat (1971-2024), djihadiste français repenti, est né à Villefontaine.
- Amandine du 38 (1990-), Rappeuse
- Malo Gusto (2003-), Footballeur international français